# CN Tower
Der CN Tower [siːˈɛn ˌtʰaʊ̯ɚ] (Canadian National Tower, französisch La Tour CN) in der südlichen Innenstadt Torontos ist ein 553 Meter hoher Fernsehturm und Wahrzeichen der Stadt. Er war von 1975 bis 2009 der höchste Fernsehturm der Welt. Gleichzeitig war er von 1975 bis 2007, als der Burj Khalifa eine Höhe von 555,30 Metern erreichte, das höchste freistehende und nicht abgespannte Bauwerk der Erde. Er dient der Telekommunikation und der Verbreitung von über 30 Fernseh- und Rundfunkprogrammen.
Die Bauzeit des Fernsehturms betrug nur 40 Monate, was, besonders für damalige Verhältnisse, eine ungewöhnliche Bauleistung darstellte. Der Turm wurde zur Verbesserung der Funkübertragung errichtet und sollte ursprünglich nicht für die Öffentlichkeit zugänglich sein. Heute ist er touristischer Hauptanziehungspunkt der kanadischen Metropole und verzeichnet mit seinen verschiedenen Ebenen, Aussichtsplattformen und dem Drehrestaurant jährlich bis zu zwei Millionen Besucher.
Der in der Fachwelt architektonisch als gelungen angesehene Turm entwickelte sich im Laufe der Jahre zu einem Symbol mit nationaler Bedeutung für Kanada und wurde 1995 von der American Society of Civil Engineers in die Liste der Sieben Wunder der modernen Welt aufgenommen. Seit seiner Fertigstellung war er oftmals Schauplatz für spektakuläre Stunts und Rekordleistungen.

## Lage und Umgebung

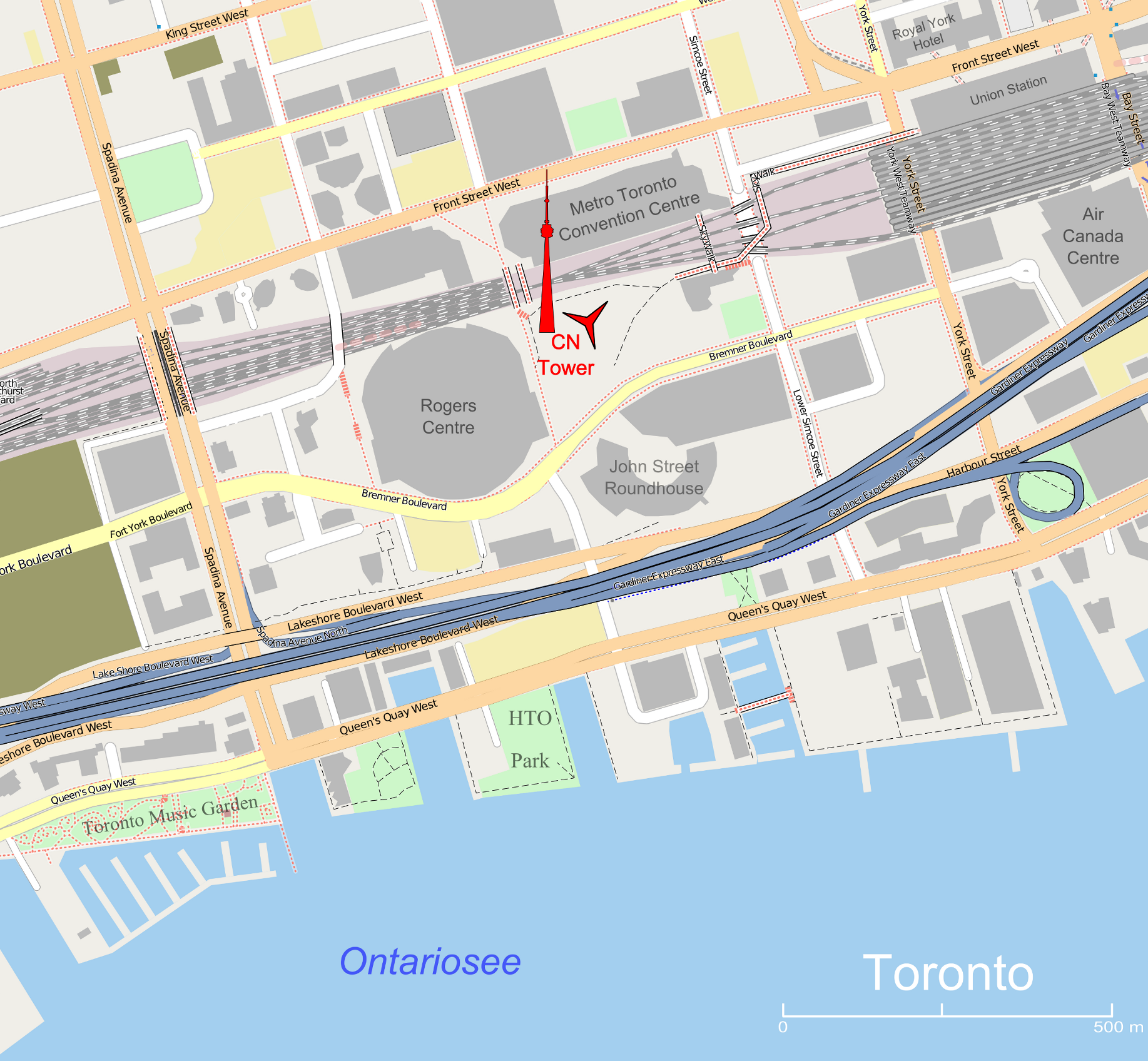
Lage des CN Tower in Downtown Toronto

Der CN Tower steht in der Nähe des Ontariosees in unmittelbarer Nachbarschaft zum Rogers Centre etwas außerhalb des von Hochhäusern beherrschten Stadtkerns zwischen den Bahnstrecken und dem Gardiner Expressway. Mit dem ebenfalls benachbarten Hauptbahnhof von Toronto, der Union Station, ist der Turm über einen Skywalk mit dem unterirdischen Fußgängersystem PATH verbunden. Gegenüber dem Fernsehturm befindet sich das John Street Roundhouse, ein 1897 erbauter und 1995 rekonstruierter Ringlokomotivschuppen, der historische Lokomotiven und eine Brauerei beherbergt. Zwischen dem Eisenbahnmuseum und dem Fernsehturm befindet sich unmittelbar benachbart zum CN Tower der im Oktober 2013 eröffnete Ripley’s Aquarium of Canada.
Rund 800 Meter östlich des Turms liegt die Mehrzweckhalle Scotiabank Arena; 200 Meter nördlich, auf der anderen Seite der Bahngleise, steht das Messezentrum Metro Toronto Convention Centre. Diese Bauwerke, einschließlich des CN Tower, sind im Zuge der städtebaulichen Neugestaltung des ehemaligen Bahnhofsgrundstücks entstanden.
Der Platz zwischen dem Turm und dem benachbarten Rogers Centre wurde 1991 in Bobbie Rosenfeld Park, zum Gedenken an die Sportlerin Bobbie Rosenfeld, benannt. Der mit Pflastersteinen ausgelegte Platz ist mit zahlreichen Pflanzen begrünt. Am südlichen Ende der Bremner Avenue unweit vom CN Tower befindet sich ein Brunnenkunstwerk Salmon Run, das von der Künstlerin Susan Schelle geschaffen wurde und hinaufspringende Lachse darstellt. Die Fontäne wurde 2006 restauriert und in ihrer Funktion wiederhergestellt.

## Geschichte

### Name

Das Logo der Eisenbahngesellschaft Canadian National Railway war bis 1995 auch Logo des CN Tower

Das Akronym CN leitet sich ursprünglich von Canadian National Railways ab, der kanadischen Eisenbahngesellschaft, die den Turm zusammen mit der Canadian Broadcasting Corporation (CBC) zur Verbesserung des Fernsehempfangs durch ihre Tochtergesellschaft CN Tower Limited errichten ließ. 1995 veräußerte die Bahngesellschaft den Fernsehturm an die bundesstaatliche Immobilienfirma Canada Lands Company. Bis dahin führte der Turm den mit dem Logo der Eisenbahngesellschaft identischen Schriftzug CN. Nach dem Verkauf wurde dieser Schriftzug nicht mehr verwendet.
Insbesondere wegen des Einwands Einheimischer blieb der Name CN Tower erhalten. Nach der Abspaltung von Canadian National Railway sollte der Name des Turms künftig aus der Bezeichnung Canada’s National Tower bzw. später Canadian National Tower abgekürzt werden. Die gebräuchliche Bezeichnung blieb jedoch weiterhin die im Englischen verwendete Abkürzung CN Tower, mit der auch die Stadt und der Turm werben. Da Französisch die zweite Amtssprache Kanadas ist, wird der Turm auf Schildern und Publikationen neben der englischen auch mit der französischen Abkürzung La Tour CN bezeichnet, beziehungsweise Tour nationale du Canada genannt.

### Planung
Die Idee für einen Sendeturm zur Verbreitung des Radio- und Fernsehprogramms in Toronto geht auf die 1960er Jahre zurück. In dieser Zeit wuchsen die Wolkenkratzer im Financial District (→ Liste der höchsten Gebäude in Toronto) und verschlechterten damit den Empfang von Radio- und Fernsehsendern. Die Dichte und Höhe der neuen Hochhäuser schwächten die Signale der Torontoer Fernsehstationen teilweise erheblich, was sich meistens durch Überlagerung zweier Programme bemerkbar machte. Auch der Radioempfang wurde geschwächt.
Die ersten Vorschläge wurden 1968 gemacht; anfangs sollte der Turm ein Sendemast von mindestens 350 Metern Höhe ohne Publikumsbereich werden. Im Laufe der Planungsphase forderten Wirtschaftlichkeitsbetrachtungen, dass die Sendeversorgung auch für das Torontoer Umland gewährleistet werden musste, so dass der Turm nochmals deutlich höher geplant wurde. 1970 wurde endgültig über den Bau entschieden, ein Jahr später begannen die Tests im Windkanal. Da der Standort schon festgelegt war, ließ der Bauherr Geologen von der University of Toronto den Baugrund untersuchen. Bis zu 91 Meter tiefe Bohrungen ergaben, dass der damals noch auf 457 Meter Höhe veranschlagte Turm, in 15,2 Meter Tiefe auf Fels gegründet, eine ausreichende Standsicherheit besitzen würde.
Die Firma NCK Engineering Limited stellte den leitenden Hochbauingenieur. Tragwerksplaner waren R. R. Nicolet (NCK) und Franz Kroll. Architekt des CN Tower war John Andrews in Zusammenarbeit mit The Webb, Zerafa, Menkes, Housden Partnership (heute: WZMH Architects). Andrews’ ursprüngliche Idee war eher funktioneller Natur und weniger darauf ausgerichtet, ein besonders prägendes Design für die Stadt zu schaffen. 1972 wurde aus verschiedenen Entwürfen die endgültige Form des Turms gewählt und entschieden, den Turm für die Öffentlichkeit zugänglich zu machen. Der geschwungene Turmschaft korrespondiert mit der Ursprungsidee, die drei über eine Brückenkonstruktion verbundene Masten vorsah. Diese Konstruktion wäre allerdings deutlich niedriger gewesen und hätte den Ansprüchen für die funktechnische Übertragung nicht genügt. Daher entschied sich der Bauherr für einen einzelnen hexagonalen Kern, der von drei Fußkonstruktionen gestützt wird. Diese Konstruktion, die sich nach oben verjüngt, hat einen Y-förmigen Querschnitt.
Der Bau des Fernsehturms war Teil einer groß angelegten Umgestaltung des sogenannten CityPlace, eines Quartiers, das von einem großen Rangierbahnhof geprägt war. Dieser wurde nach der Entstehung neuer Umschlagsplätze der Eisenbahn außerhalb des Stadtzentrums überflüssig.

### Bau

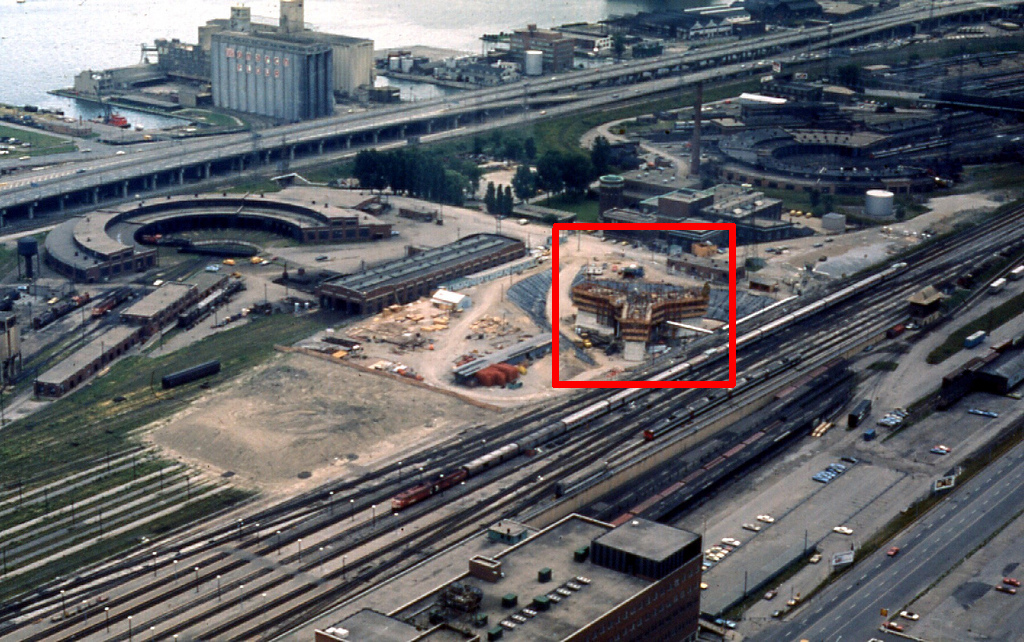
Fundamentarbeiten am CN Tower 1973

Der erste Spatenstich erfolgte am 6. Februar 1973. Die Baukosten beliefen sich auf 63 Millionen Kanadische Dollar, was im Jahr 2009 inflationsbedingt etwa 300 Millionen Dollar entspricht. Für die Renovierung und Erweiterung im Jahr 1998 kamen Kosten von 26 Millionen Dollar hinzu.
Für die Gründung wurden insgesamt 56.000 Tonnen Tonschiefer bis zu einer Tiefe von rund 15 Metern ausgehoben. Das Fundament besteht aus 7000 Kubikmetern Beton und wurde mit 450 Tonnen Betonstahl bewehrt. Zusätzlich wurden 36 Tonnen Spannstahl verwendet. Die Fundamentarbeiten waren nach rund vier Monaten abgeschlossen.
Der aus vorgespanntem Beton bestehende Schaft wurde mit Hilfe einer Gleitschalung gegossen. Die eingebauten Spannglieder sind bis zu 454 Meter lang. Für die lotrechte Errichtung des Turms mussten besondere Maßnahmen getroffen werden. Dafür hängte man im sechseckigen hohlen Kern des Schaftes einen über 100 Kilogramm schweren Stahlzylinder an einem Drahtseil auf. Um die Senkrechte zu wahren, wurden mit optischen Instrumenten alle zwei Stunden Messungen durchgeführt. Der 553 Meter hohe Turm weicht nur 27 Millimeter von der Senkrechten ab. Mit diesem aus Schweden stammenden speziellen Verfahren wuchs der Turm schrittweise täglich um bis zu 6 Meter. Um die Druckfestigkeit des Betons zu kontrollieren, mussten Schnelltests durchgeführt werden, da die normierte Festigkeit des Betons erst nach 28 Tagen bestimmt wird. Die Arbeiten am Turmschaft dauerten bis zum 22. Februar 1974. Bereits zu diesem Zeitpunkt überragte die Konstruktion das bis dahin höchste Bauwerk in Kanada, den 380 Meter hohen Schornstein Inco Superstack in Greater Sudbury. Für den Bau des CN Tower wurde eine spezielle Betonmischung verwendet, die ein Wasser-Zement-Verhältnis von 0,42 aufweist. Für die Bewehrung wurden Stahlelemente mit 35 Millimeter Durchmesser verwendet, was die Beständigkeit in Bezug auf die Korrosion auf 500 Jahre auslegt.
Nach der ursprünglichen Planung hätte der CN Tower eine Gesamthöhe von rund 522,5 Meter haben sollen. Während dieser Bauphase sah der Bauherr die Chance, dass der Turm durch eine Erhöhung zum höchsten Bauwerk der Erde werden könnte. Das Designteam unterbreitete dem leitenden Ingenieur Norman McMillan diese Möglichkeit. Nach einer eingehenden Prüfung entschied sich der Bauherr entgegen der ursprünglichen Planung, den Schaft des Bauwerks zwischen dem geplanten Turmkorb und der darüber liegenden Plattform um 30,5 Meter zu erhöhen.
Am Fuß des CN Tower begannen im August 1974 die Arbeiten am siebenstöckigen Turmkorb. Um den 318 Tonnen schweren Baukörper auf die Höhe von 350,5 Meter zu befördern, waren 45 hydraulische Hebevorrichtungen notwendig. Klammervorrichtungen sorgten dafür, dass der Turmkorb nicht abrutschen konnte. Zur Errichtung der oberen Ebenen wurde Spritzbeton in zwölf vorgefertigte Holzrahmen gegossen, die mit Stahlklammern zusammengehalten wurden. Der Rohbau am Turmkorb dauerte bis in den Spätherbst 1975 an.
Nach der Fertigstellung des Turmkorbs begann die Errichtung der oberen Aussichtsplattform Sky Pod im Freivorbau. Um einen Einsturz des Auslegers zu vermeiden, wurde zur Überwachung ein Richtstrahl auf die Wand der Turmbasis verwendet. Oberhalb des Sky Pod bildete ein rund 4,80 Meter hoher Betonschaft die Basis für die Antenne.

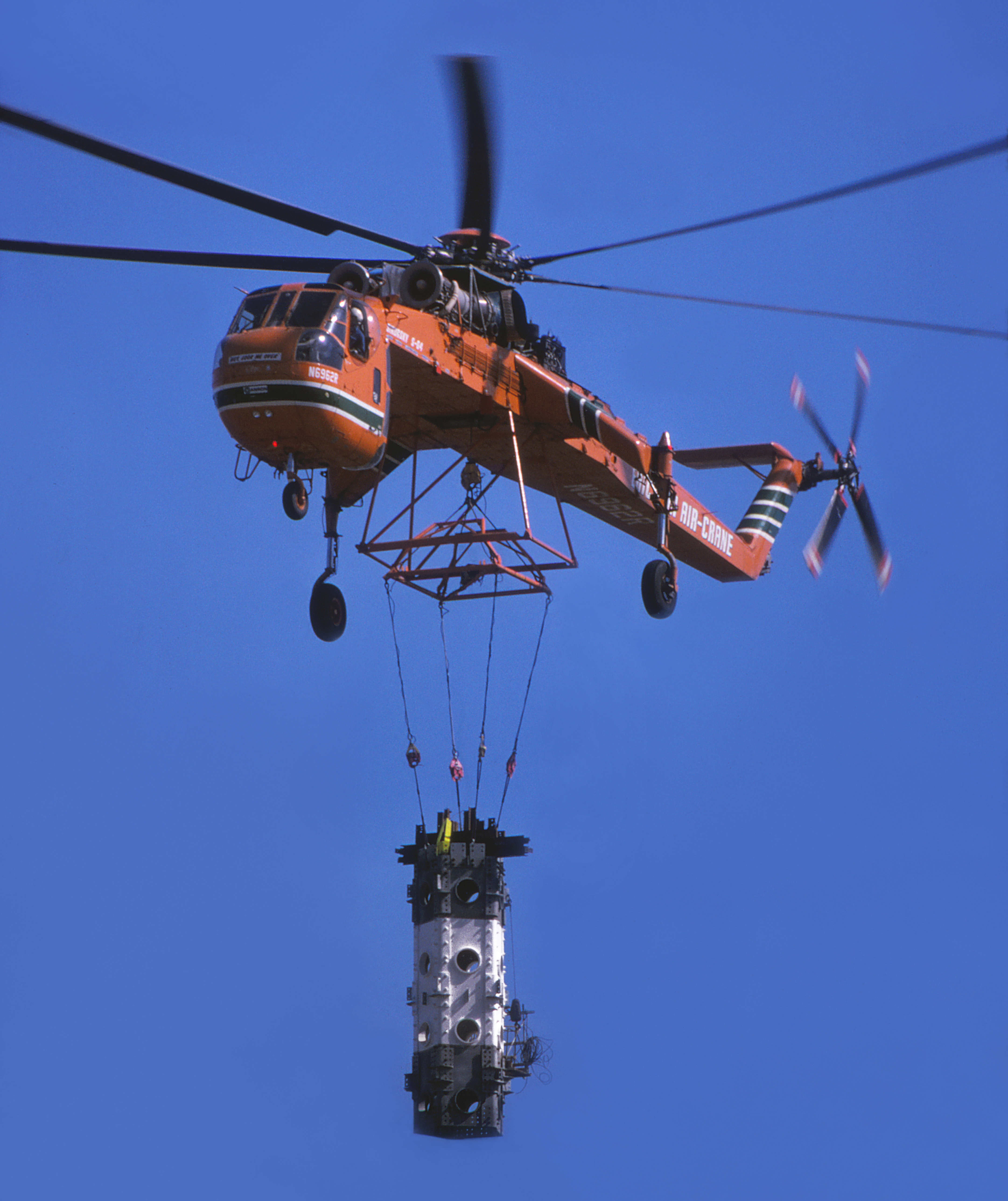
März 1975: die Sikorsky S-64E hievt ein Sendemastelement vom Boden

Der Sendemast aus Stahl wurde aus 44 Einzelteilen zusammengefügt und mit einem Transporthubschrauber des Typs Sikorsky S-64E mit dem Namen Olga auf die Spitze des Sky Pod befördert. Damit verkürzte sich die Bauzeit der Antenne auf dreieinhalb Wochen. Mit konventionellen Methoden hätte sie ein halbes Jahr in Anspruch genommen. Das schwerste Teilstück wog 7,26 Tonnen; das letzte wurde am 2. April 1975 montiert. Die Malerarbeiten am Antennenmast wurden von vier Arbeitern in elf Tagen ausgeführt. An der Dachkante des Sky Pod wurden an einigen Stellen Heizdrähte verlegt, um Vereisungen und die Gefahr herabfallender Eisbrocken zu verhindern. An anderen Stellen überzog man die Oberfläche mit glattem, fünf Zentimeter dickem, glasfaserverstärktem Kunststoff, um das Festsetzen von Eis zu erschweren. Insgesamt arbeiteten während der Bauzeit von vierzig Monaten am CN Tower 1537 Arbeiter in mehreren Schichten 24 Stunden am Tag bei fünf Tagen in der Woche. Am 9. November 1975 kam es zu einem Eklat, als Bill Eustace als erster Mensch mit einem Fallschirm vom Turm sprang. Da er zur Baumannschaft gehörte, wurde er fristlos entlassen.
Der CN Tower wurde nach einer über dreijährigen Bauzeit am 6. Februar 1976 fertiggestellt und löste den Fernsehturm Ostankino in Moskau mit 540 Metern als höchstes freistehendes Bauwerk der Welt ab.

Baufortschritt am CN Tower
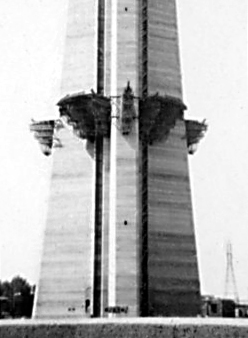
Bauarbeiten am Turmschaft, August 1974
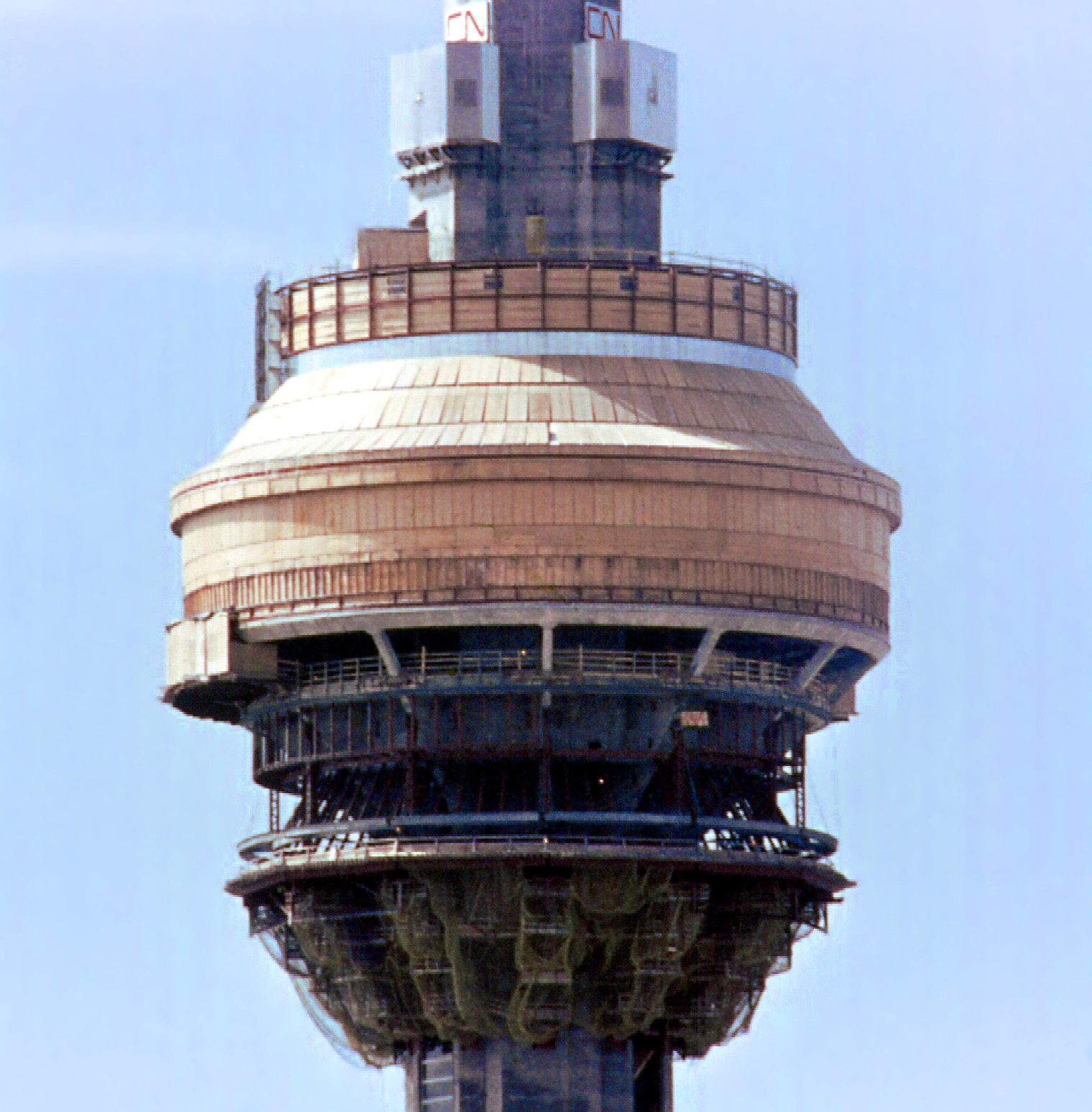
Baufortschritt des Turmkorbs, April 1975
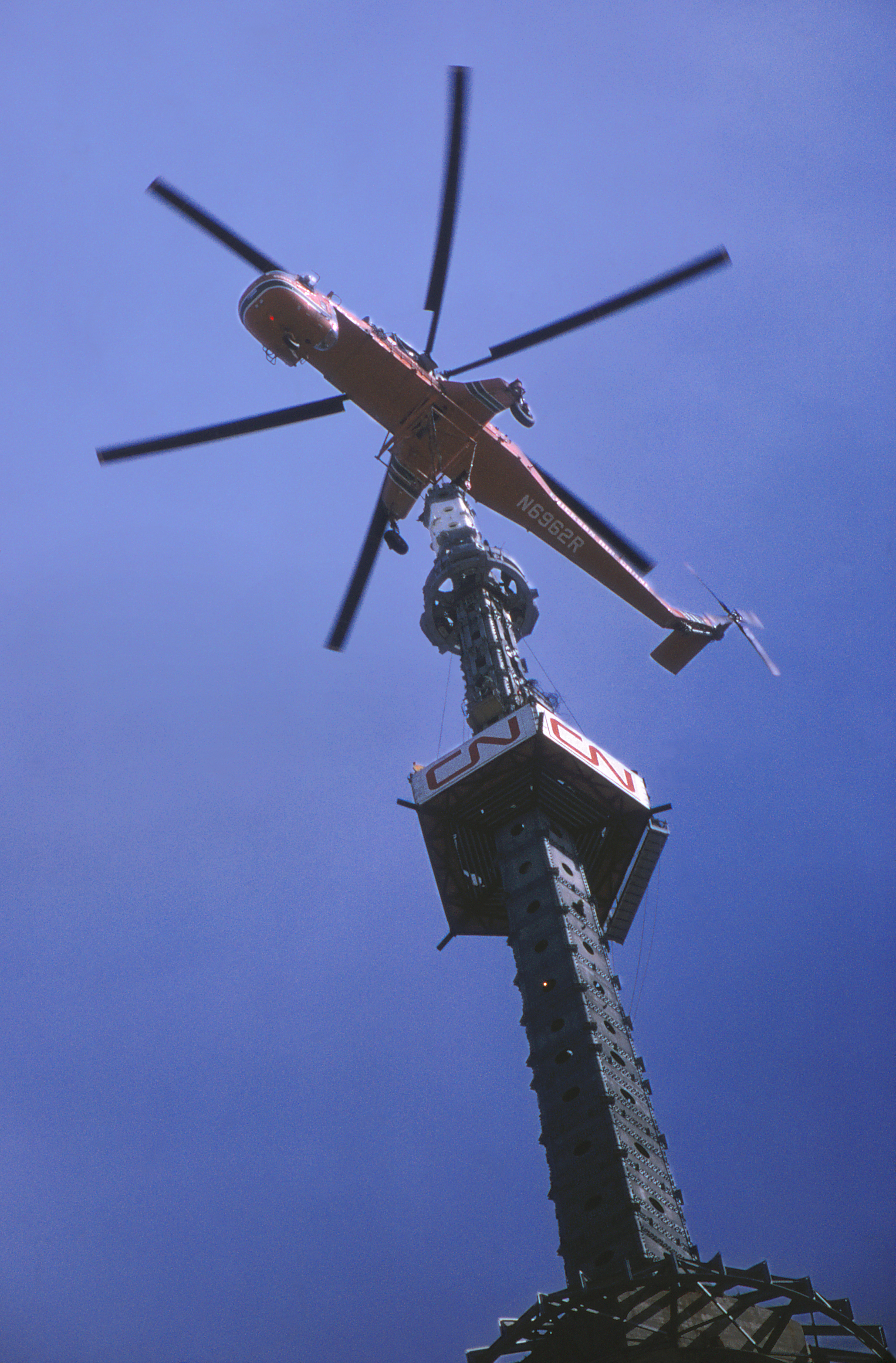
Montage der Antenne am 1. April 1975
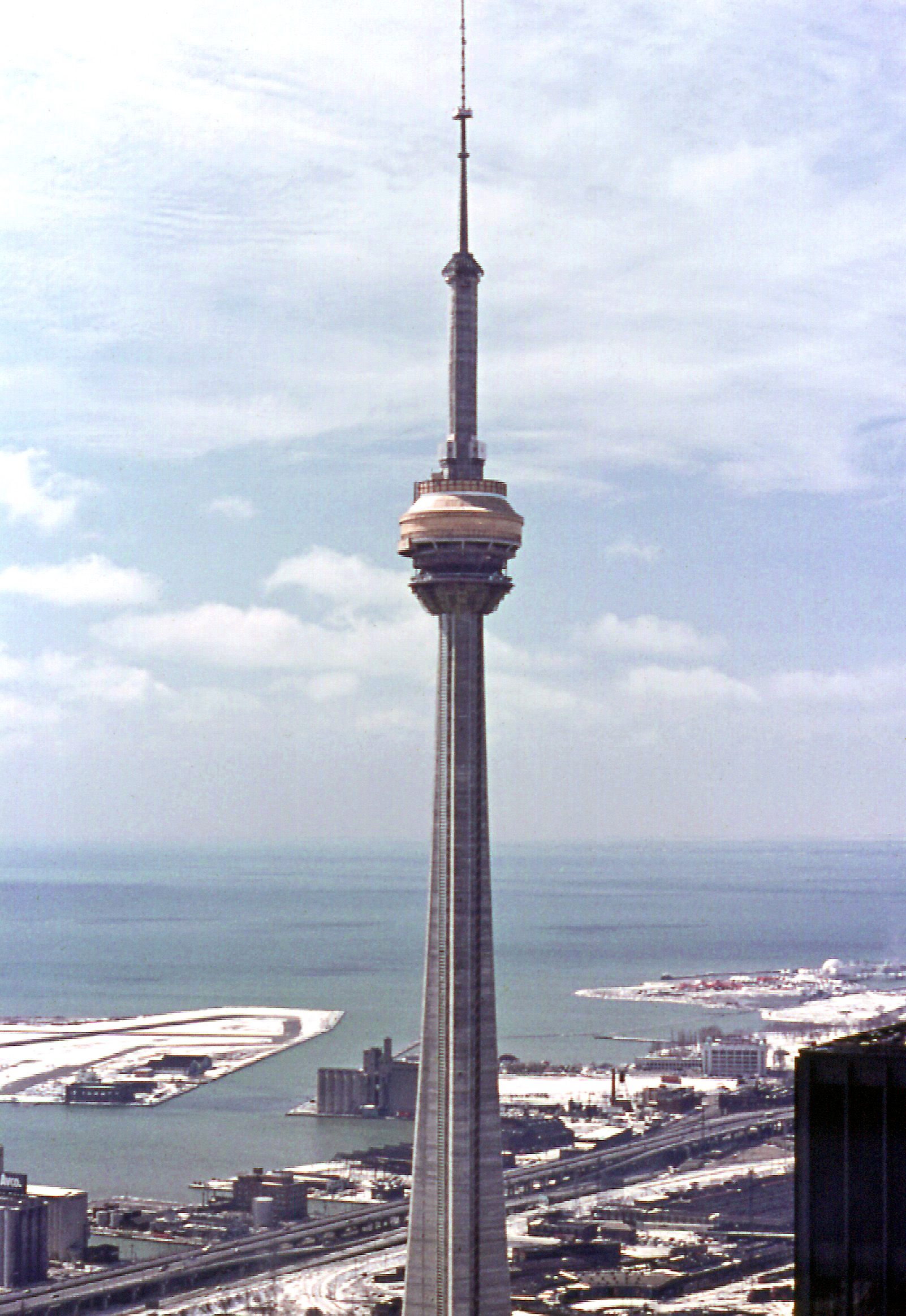
Der noch unfertige Rohbau, Dezember 1975

### Seit der Eröffnung

Das seit 1995 verwendete Logo des CN Tower

Der Öffentlichkeit zugänglich war der Turm erstmals am 26. Juni 1976 ab Mitternacht; an diesem Tag besuchten über 12.000 Personen das Bauwerk. Die offizielle Eröffnung fand am 1. Oktober 1976 im Beisein des damaligen Premierministers Pierre Trudeau statt. Der Fernsehturm stand zuerst sehr isoliert auf dem Grundstück der Bahngesellschaft. Die Pläne für das Metro Centre wurden verworfen, so dass der Zugang für Touristen anfänglich problematisch war. Der am Projekt beteiligte Architekt Ned Baldwin kritisierte damals den Standort:

„All of the logic which dictated the design of the lower accommodation has been upset, […] Under such ludicrous circumstances Canadian National would hardly have chosen this location to build.“

„Die gesamte Logik, die zur Gestaltung des unteren Quartiers vorgegeben worden ist, wurde verkehrt, […] Unter solchen lächerlichen Umständen hätte die Canadian National kaum diese Stelle zum Bauen ausgewählt.“

Im Laufe der Jahre wurde das karge Gelände rund um den CN Tower durch die Errichtung von Sportstätten und Appartementhäusern attraktiver gestaltet und in das städtebauliche Konzept Torontos eingebunden.
Am 26. Juni 1986 kletterte der Freeclimber Dan Goodwin, der zur Zehnjahresfeier engagiert worden war, zweimal ohne zusätzliche Hilfsmittel am Fahrstuhlschacht des Turms empor und seilte sich anschließend wieder ab. Im Laufe seines Bestehens wurde der Turm immer wieder zum Schauplatz von Stunts bei Filmdreharbeiten (→ Medien) und Rekordleistungen (→ Rekorde). Die American Society of Civil Engineers wählte 1995 den CN Tower zum Architektonischen Weltwunder der Moderne. Im März 1997 wurden zwei neue Aufzüge installiert, welche die Beförderungskapazität steigerten. Dazu musste ein Teil des Treppenhauses umgebaut werden.

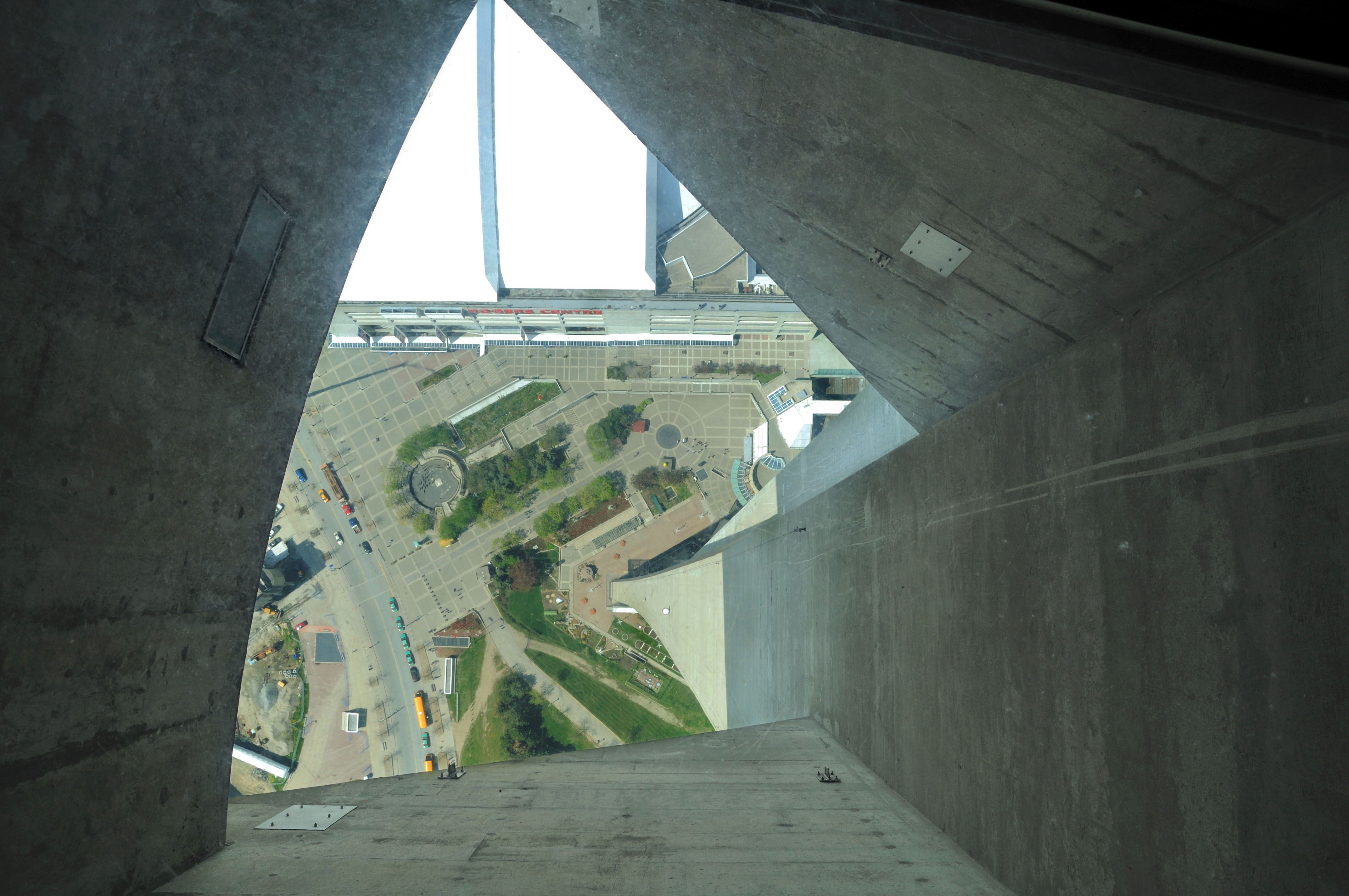
Blick durch den 1994 eröffneten Glasboden

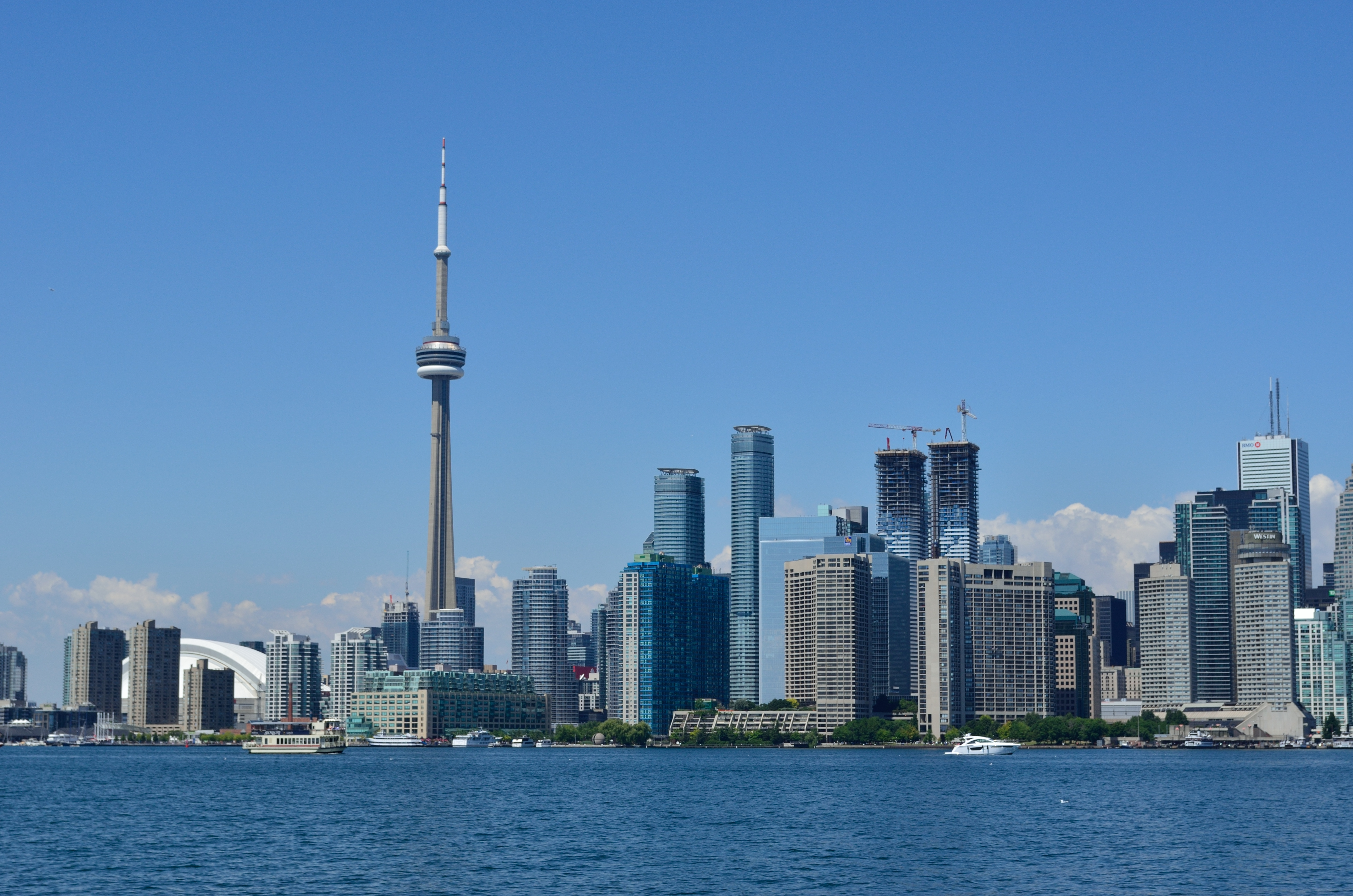
CN Tower als Teil der Skyline von Toronto (August 2016)

Seit seiner Eröffnung erfuhr der Turm regelmäßige Erneuerungen und Erweiterungen mit neuen Attraktionen. Beispielsweise wurde am 26. Juni 1994 ein 23,8 m² großer Glasboden eröffnet, das Drehrestaurant wurde nach umfangreichen Renovierungs- und Umgestaltungsarbeiten offiziell am 25. April 1995 wiedereröffnet, und seit dem 13. Mai 1997 ergänzt ein Weinkeller im Turmkorb das gastronomische Angebot. Nach neunmonatiger Bauzeit wurde am 26. Juni 1998 im Turmfuß ein Spielhallenbereich eröffnet. Im Oktober 2002 wurde das teflonbeschichtete Ringelement am Turmkorb ersetzt; die dahinter befindlichen Richtfunksender wurden erneuert.
Greenpeace-Aktivisten kletterten am 16. Juni 2001 auf den Turm und befestigten knapp unterhalb des Turmkorbs ein Transparent mit der Aufschrift „Canada and Bush: Climate Killers.“ („Kanada und Bush: Klimakiller.“) und machten damit auf die Absage Kanadas zum Klimaprotokoll von Kyoto aufmerksam.
Am 2. März 2007 verursachte gefrierender Regen eine mehrere Zentimeter dicke Eisschicht auf dem Turmschaft des CN Tower. Tauwetter und starke Winde bis zu 90 km/h lösten die festgefrorene Eisschicht stückweise vom Turm, die Gebäudeteile und Autos stark beschädigte. Deshalb musste die Polizei am Morgen des 5. März in einem Radius von fast 500 Metern Straßen für einen Tag sperren, darunter die stark befahrene Stadtautobahn Gardiner Expressway.
Den Titel des höchsten Fernsehturms der Welt verlor der CN Tower am 5. Mai 2009 an den Canton Tower in der Volksrepublik China. Er ist gegenwärtig nach dem Canton Tower und dem Tokyo Skytree der dritthöchste Fernsehturm der Welt.

## Beschreibung

### Architektur und Bautechnik

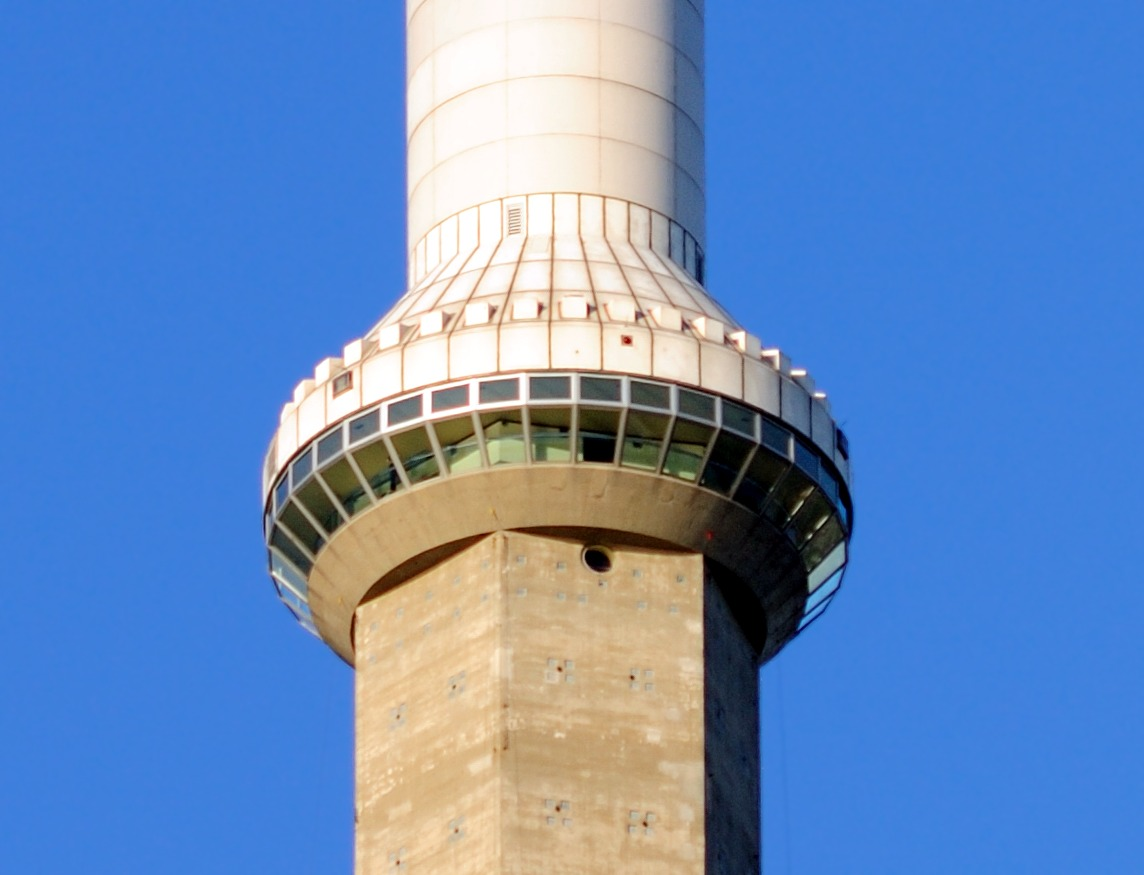
Aussichtsplattform Sky Pod

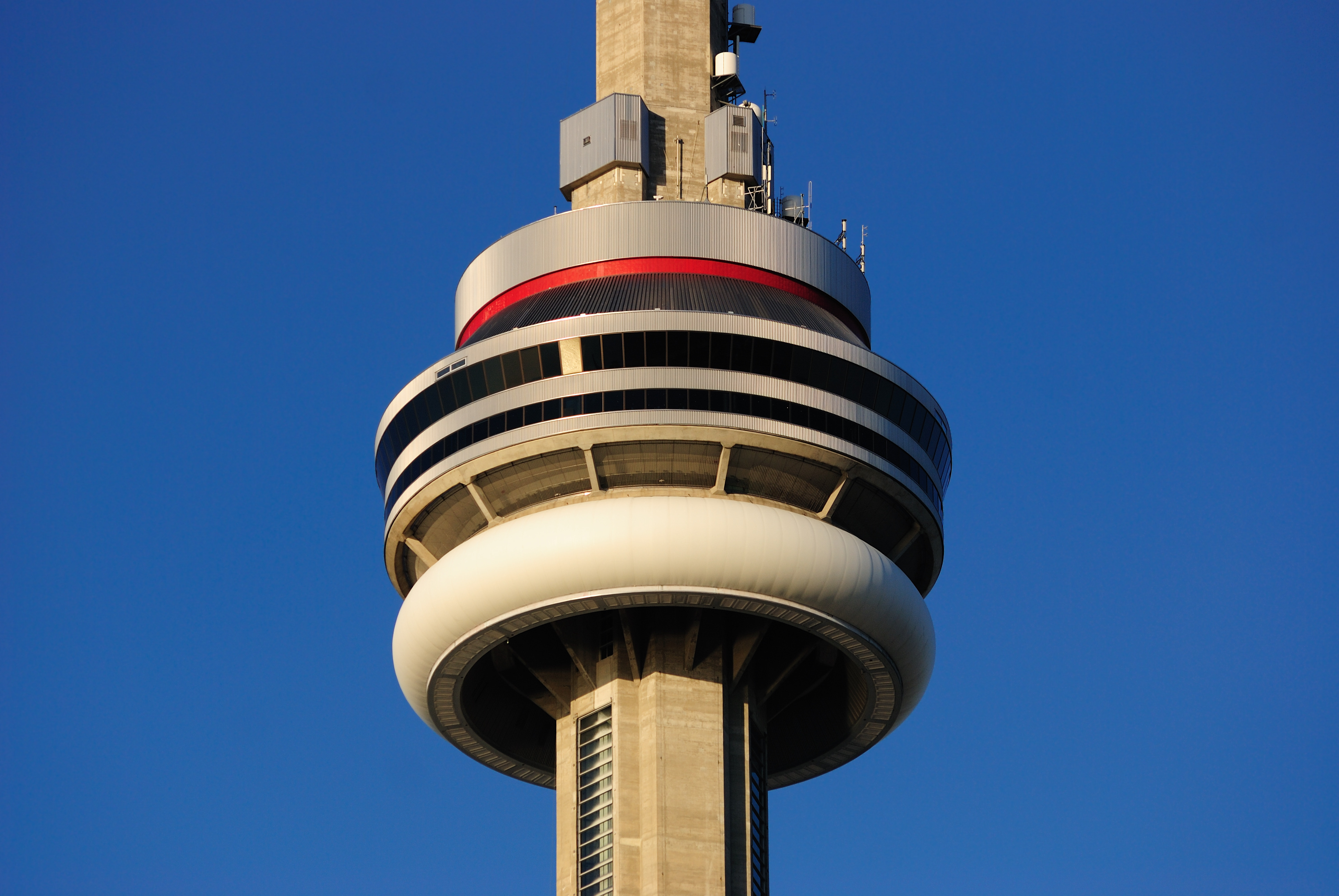
Turmkorb

Der Fernsehturm steht auf einer dem Turmgrundriss entsprechenden Y-förmigen Spannbetonfundamentplatte. Diese besitzt drei 33,3 Meter lange Arme mit bis zu 5,5 Meter Dicke und 18,9 Meter Breite und ist in 15,2 Meter Tiefe auf Fels gegründet. Unterhalb der Rippen des Turmschafts in der Fundamentplatte befinden sich Hohlräume, die zum Spannen der 48 Spannglieder des Turmes dienten. Die Spannglieder variieren in ihrer Länge zwischen 144 und 457 Metern und haben eine Spannkraft von jeweils 1,8 Meganewton. Zum Bau des Fundaments wurden 56.000 Tonnen Erde und Tonschiefer ausgehoben, die Gesamtmasse des Turms beträgt 117.910 Tonnen.
Der Turmschaft besteht, anders als bei den meisten Fernsehtürmen, aus einer hexagonalen Röhre. Derartige Turmschafte sind bei Fernsehtürmen selten anzutreffen; eine vergleichbare Konstruktion hat beispielsweise der Fernsehturm St. Chrischona in der Schweiz. Der Schaft wird von drei außenlaufenden kastenförmigen „Rippen“ gestützt, die eine dreibeinige Stützkonstruktion andeuten. Diese Rippen erstrecken sich über eine Länge von 33,3 Metern, haben einen oktogonalen Querschnitt, sind 18,9 Meter breit und 5,5 Meter dick. An der Außenseite nimmt diese Dicke an der Ober- und Unterseite sukzessive auf 1,2 Meter ab. Die Länge der Rippen nimmt von 22,7 Meter am Turmfuß bis zur Höhe des unteren Turmkorbs ebenfalls kontinuierlich ab. Zwischen den vertikalen Innenwänden der Rippen befinden sich die außen verlaufenden Aufzüge und ein Treppenhaus; die Außenwände sind geneigt. Auf Grund der extremen Höhe des Bauwerks befinden sich nicht nur auf dem Antennenmast, sondern auch auf dem Schaft Flugsicherheitsbefeuerungen auf fünf verschiedenen Höhen in Abständen von je 70 Metern. Zusätzlich warnen Lichter am Sky Pod und oberhalb des Turmkorbs.

Grundriss des CN Tower an der Basis

Nachteil dieser außergewöhnlichen Konstruktion ist eine große Windwiderstandsfläche. Die Windlast ist drei- bis viermal größer als bei einem runden Schaft. Dennoch hält der Fernsehturm Windböen bis über 400 km/h stand. Die Antennenspitze bewegt sich bei Winden von 120 mph (193 km/h) nur 1,07 Meter aus der Senkrechten. Bei diesen Windverhältnissen schlägt der Sky Pod 0,46 Meter und der Turmkorb 0,23 Meter von der Ruhestellung aus. Ein Vorteil des sternförmigen Grundrisses ist, dass beim Bau des Turmes die Schalung nur an den schmalen Stirnseiten der Wände mit der Turmhöhe verändert werden musste. Bei ringförmigem Querschnitt muss diese hingegen jeweils über den ganzen Umfang angepasst werden. Architektonisch stärkt die geschwungene Linienführung die Wahrnehmung des In-die-Höhe-Strebens.
Der Turmkorb (Main Pod) misst 43 Meter Durchmesser und maximal 36,5 Meter Höhe und ist mehrfach profiliert. Sein unterer Teil ist ein 7,50 Meter breiter, wulstartiger, teflonbeschichteter Ring aus glasfaserverstärktem Kunststoff, hinter dem sich Richtfunkantennen befinden. Der obere Teil des siebengeschossigen Korbs, der mit Edelstahl verkleidet ist, spiegelt bei entsprechendem Lichteinfall den Sonnenschein wider. Aus ästhetischen Gründen ist im oberen Teil des Baukörpers ein auffälliger roter Ring zu sehen. An der Außenseite des Turmkorbs ist ein fahrbarer Wartungskäfig dauerhaft angebracht, der bei Nichtbenutzung in nordwestlicher Richtung geparkt wird. Der Treppenhausschacht und die beiden Aufzugschächte reichen über den Turmkorb hinaus. Die drei Schächte sind am oberen Ende mit einer silberfarbigen geriffelten Edelstahloberfläche verkleidet; in zwei Schächten befinden sich die Maschinenräume der Aufzuganlage.
Der Turmkorb ist in folgende Geschosse unterteilt:
| Höhe  | Funktion                                                                |
| ----- | ----------------------------------------------------------------------- |
| 362 m | Betriebsgeschoss für mechanische Einrichtungen                          |
| 359 m | Betriebsgeschoss mit funktechnischen Einrichtungen zur Radioübertragung |
| 355 m | Betriebsgeschoss mit funktechnischen Einrichtungen zur TV-Übertragung   |
| 351 m | Drehrestaurant                                                          |
| 346 m | Café und Innenplattform                                                 |
| 342 m | Glasboden und Freiluftplattform                                         |
| 338 m | Antennenplattform für Richtfunkantennen                                 |

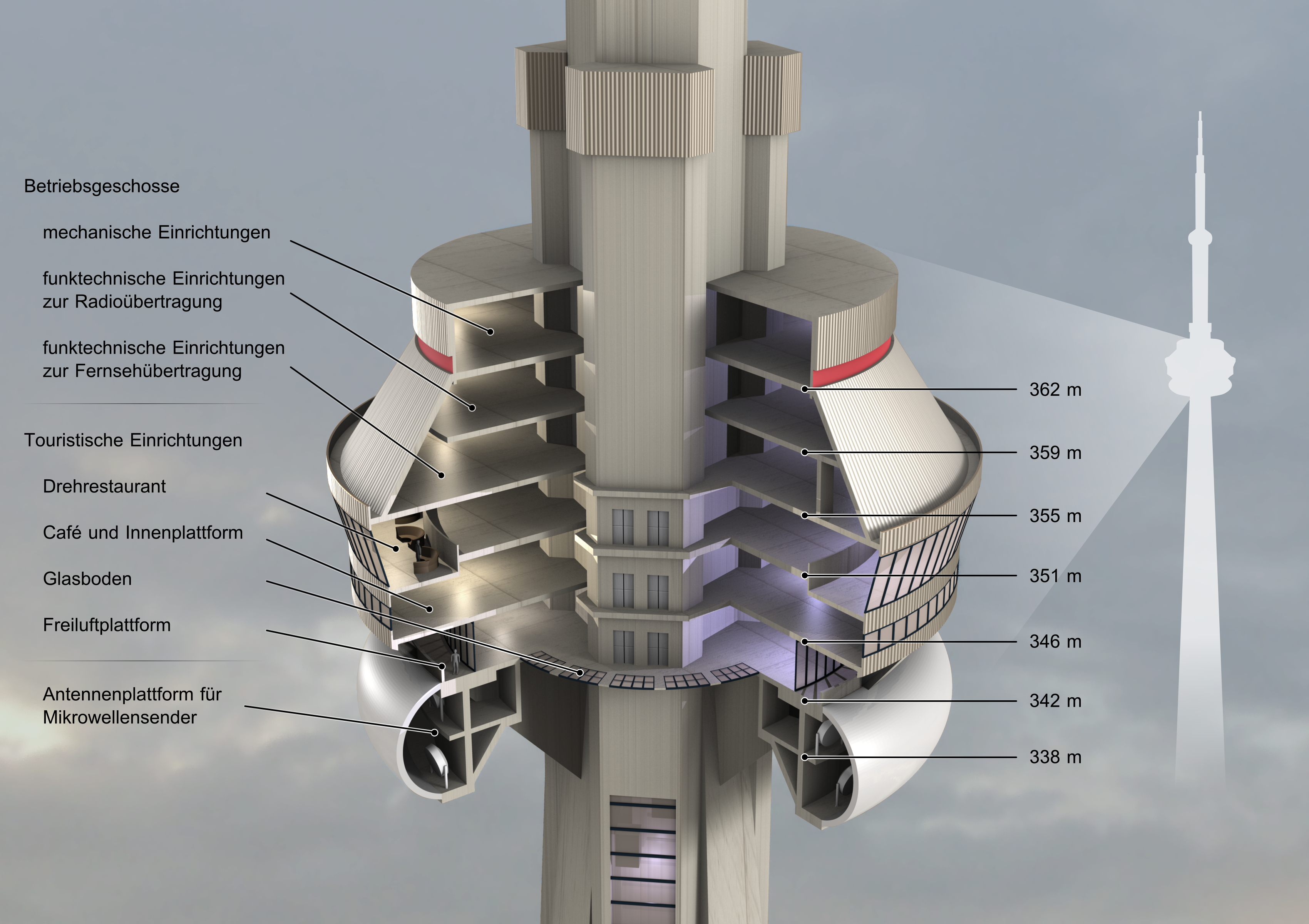
Schematisches Modell des Turmkorbs

Oberhalb des Hauptturmkorbs befindet sich auf 446,5 Meter Höhe eine weitere, über einen separaten Aufzug erreichbare Aussichtsplattform (Sky Pod) in der Art eines Krähennests. Bis zur Höhe von 442 Metern besteht der CN Tower aus Spannbeton. Darüber schließt sich der zweigeschossige Sky Pod an. Im oberen Stock befindet sich eine kleinere Aussichtsplattform mit nach außen geneigten Fenstern, so dass ein fast senkrechter Blick nach unten möglich ist. Im unteren Geschoss befindet sich der mit kleinen Bullaugen versehene Zugang zur Aufzuganlage, der von außen betrachtet kaum erkennbar ist. Oberhalb des Sky Pod schließt sich ein 102 Meter hoher Stahlmast als Antenne an, der mit glasfaserverstärkten weißen Kunststoffsegmenten ummantelt ist. Im Mast sind verschiedene Telekommunikationseinrichtungen sowie die Sender für die Radio- und Fernsehprogramme untergebracht. Der Mast verjüngt sich nach oben in fünf Stufen, wobei jede Stufe aus Gründen der Flugsicherheit durch einen grauen, schwarzen und roten Ring gekennzeichnet ist. Das letzte Stück des Mastes ist rot.

### Einrichtungen für den Publikumsverkehr

Aufzug

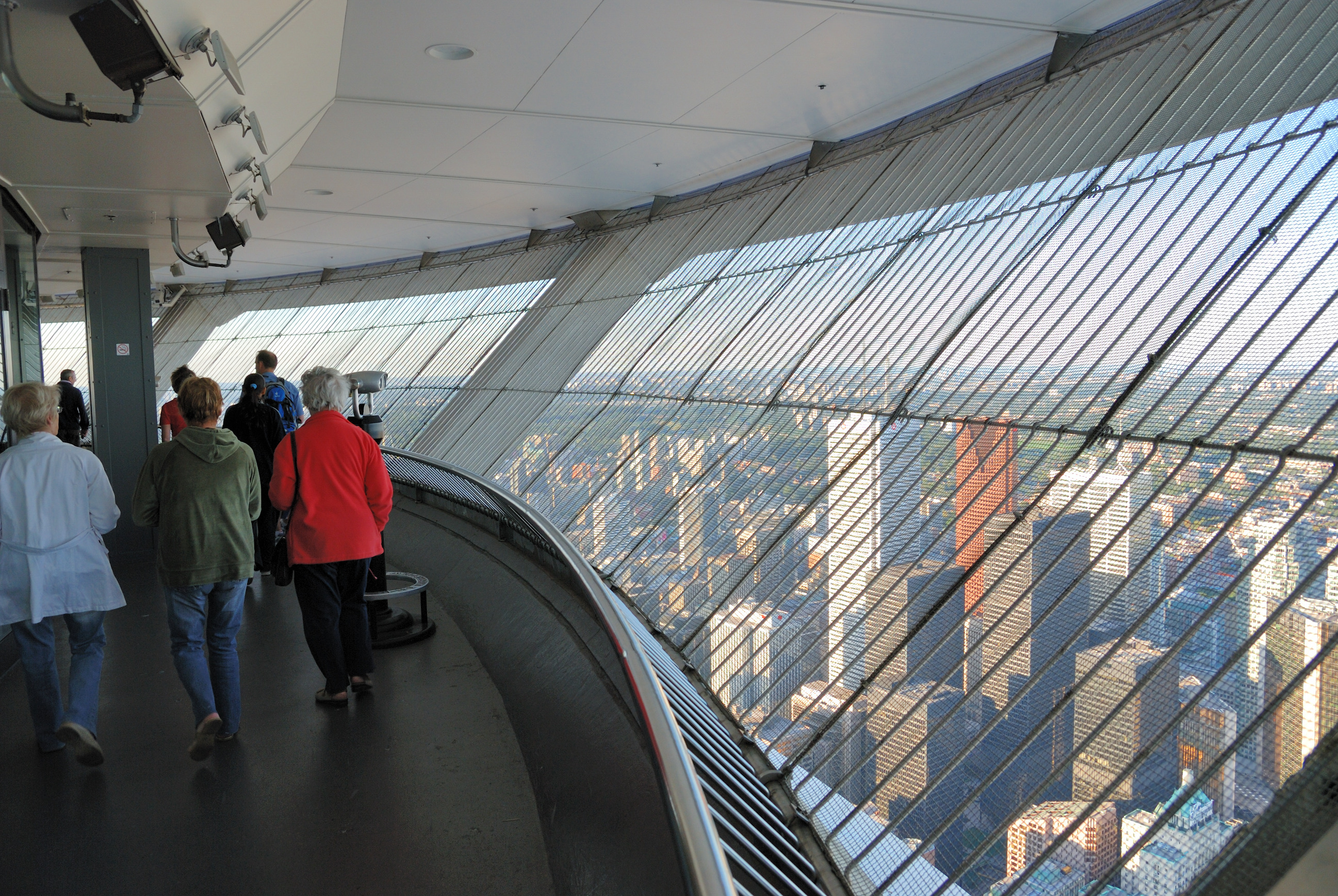
Besucher auf der Freiluftplattform

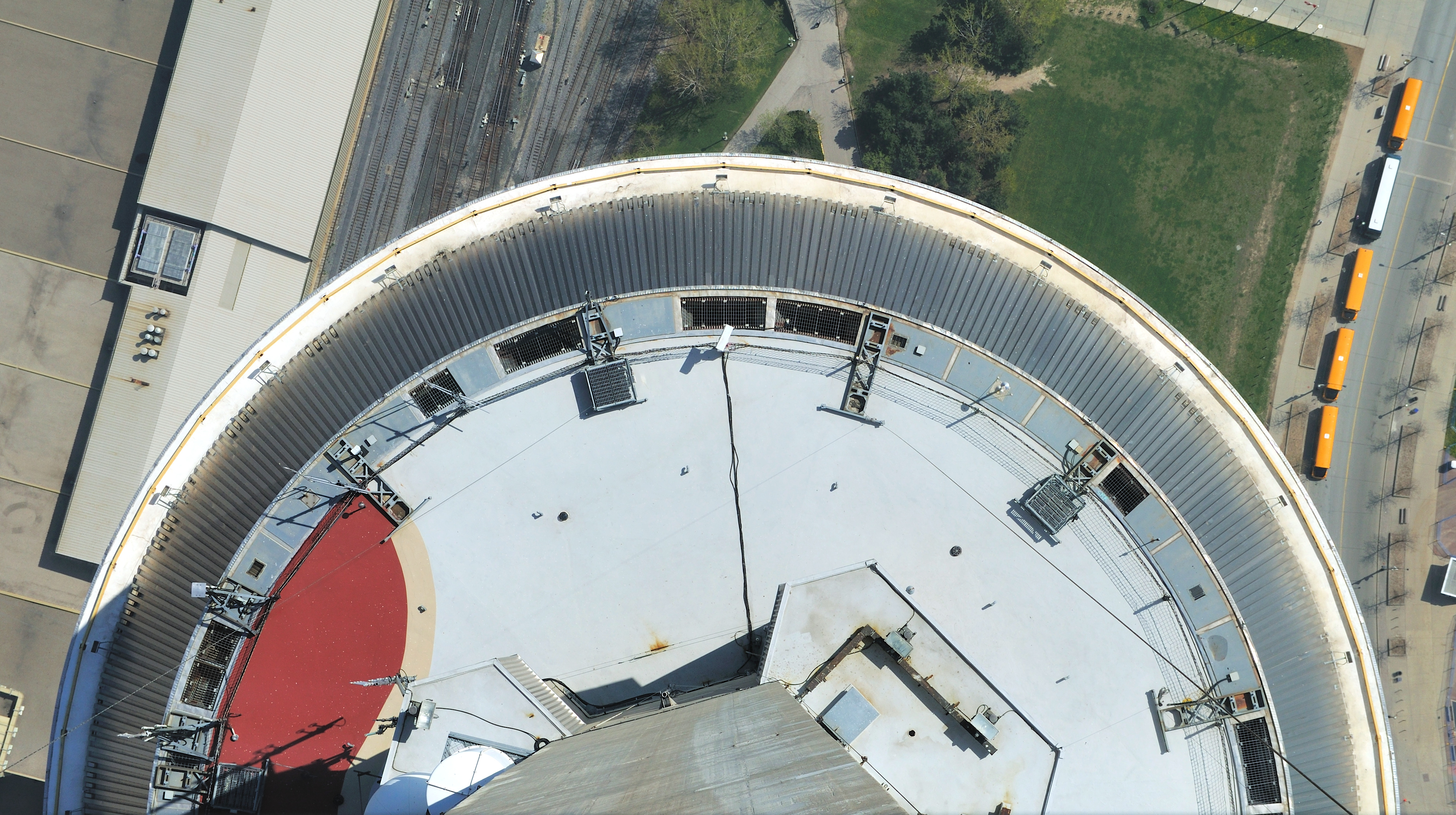
Blick vom Sky Pod auf den Turmkorb

Vier der sechs Aufzugkabinen an der Ost- und Westaußenwand erreichen eine Geschwindigkeit von bis zu 6 Metern pro Sekunde. Eine Pendelapparatur registriert Schwankungen die z. B. windbedingt sind und sorgt im Bedarfsfall für eine Reduzierung der Fahrtgeschwindigkeit. Bei Höchstgeschwindigkeit gelangt die vom Personal bediente Aufzugkabine in 58 Sekunden vom Erdgeschoss bis zur ersten Aussichtsplattform. Die Kapazität der Otis-Aufzüge ist auf eine Beförderung von bis zu 1200 Besuchern stündlich ausgelegt. Eine Glaswand gibt während der Fahrt den Blick nach draußen frei.
Der Turm beherbergt auf 342 Metern Höhe eine offene, aber durch Gitter gesicherte Aussichtsplattform (engl. Outdoor Observation Deck) sowie einen verglasten Boden im untersten Stockwerk des Turmkorbs (engl. Glass Floor), auf 346 Metern ein Café (Horizons Café) mit 150 Sitzplätzen und eine geschlossene Aussichtsplattform (engl. Look Out Level). Das Drehrestaurant 360 auf 351 Metern Höhe dreht sich alle 72 Minuten einmal um die eigene Achse. Das am 25. April 1995 eröffnete Restaurant hat eine Kapazität von bis zu 400 Gästen. Am 13. Mai 1997 wurde das Restaurant um eine umfangreiche Weinsammlung ergänzt. Bis zu 9000 Flaschen werden in einem mit 13 °C temperierten Raum mit 65 % Luftfeuchtigkeit gelagert. Alle diese Einrichtungen gehören zum siebengeschossigen Turmkorb (engl. Main Pod). Bis zum Turmkorb führen alternativ zu den Aufzügen für Besucher nicht zugängliche Treppen mit 2579 Stufen. Eine Ausnahme bildet die 1776 Stufen umfassende Haupttreppe, auf der seit 1977 zweimal jährlich eine Laufveranstaltung durchgeführt wird, deren Erlös für wohltätige Zwecke gespendet wird.

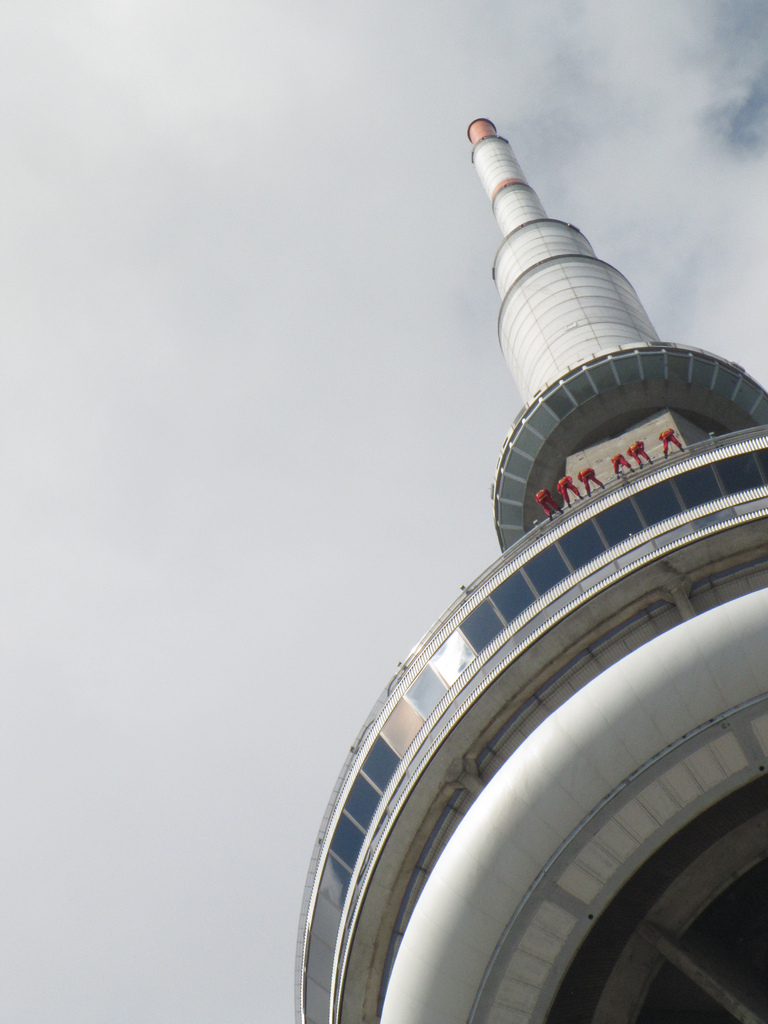
EdgeWalk

Auf dem Sims oberhalb des Drehrestaurants im Turmkorb wurde am 1. August 2011 der EdgeWalk eröffnet. In 356 Metern Höhe können Besucher auf einem 1,50 Meter breiten Steg einmal um den Turm herumgehen. Weil hier kein Geländer installiert ist, werden die Personen mit einem Klettergeschirr gesichert, das über ein Drahtseil an einer Schiene über den Köpfen eingehakt ist und bei der Umrundung mitläuft. Nach Angaben des Betreibers ist der EdgeWalk der weltweit höchste freihändige Panorama-Spaziergang seiner Art.
Eine besondere Attraktion ist der am 26. Juni 1994 eröffnete, 23 m² große gläserne Boden im Glass Floor Deck. Der gesamte freistehende Boden des unteren Aussichtsdecks besteht aus 6,35 Zentimeter dicken Panzerglasplatten, die 38 Tonnen Gewicht tragen können. Die einzelnen Glasplatten messen 1 Meter × 1,5 Meter und sind mit einer weiteren, 2,5 cm dicken Schicht temperierten Glases zur Isolierung überzogen. Eine spezielle austauschbare Folie schützt das Glas vor Verkratzungen und Abnutzung. Da sich viele Besucher aber nicht auf diesen „Bodenbelag“ trauten, wurde ein großer Teil mit Teppichboden bedeckt. Von unten lässt sich der Glasboden noch erkennen.
Der Sky Pod (447 Meter), früher als Space Deck bezeichnet, ist über separate Aufzüge nur vom Turmkorb aus erreichbar. Bei klarem Wetter kann man vom Sky Pod aus bis zu 120 Kilometer weit sehen, bei entsprechenden Wetterverhältnissen kann man sogar die Gischt der Niagarafälle erkennen. (→ 360-Grad-Blick vom Sky Pod auf Toronto)
Im Erdgeschoss des Turmes befinden sich ein interaktives Multimedia-Zentrum, ein Souvenirladen, ein Café (Far Coast Café), eine Ausstellung und ein kleines Kino, das Filme über den Bau des CN Tower zeigt. Der Kinosaal kann alternativ als Veranstaltungsraum mit bis zu 144 Sitzplätzen genutzt werden. Auch andere Räumlichkeiten des Fernsehturms können für Feierlichkeiten oder andere Ereignisse angemietet werden. Jährlich finden dort rund 300 Veranstaltungen statt. Am Fuß des Turms befindet sich ein kleiner Kräutergarten, dessen Ertrag in der Küche des Turmrestaurants verarbeitet wird. Der CN Tower wird regulär von 400 und in der Hochsaison von bis zu 550 Mitarbeitern betreut. Er ist bis auf den 25. Dezember ganzjährig geöffnet.

### Beleuchtung

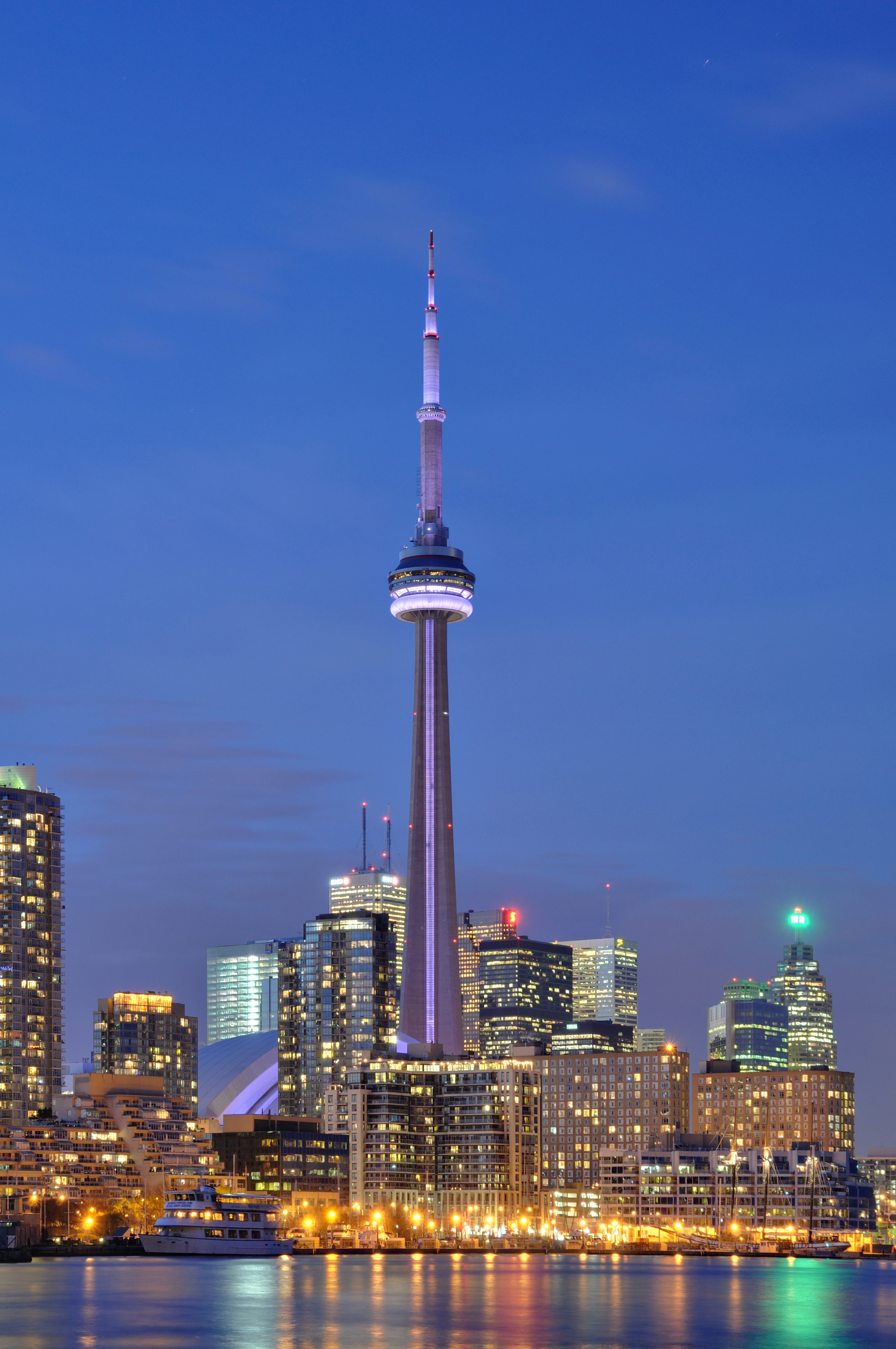
CN Tower illuminiert

Der CN Tower wird in den Abendstunden und bei Nacht beleuchtet. Die konventionelle Beleuchtung mit Glühlampen wurde 2007 durch die wesentlich günstigeren und wartungsärmeren Leuchtdioden ersetzt. Die Kosten für die Beleuchtung belaufen sich auf monatlich rund 1000 CAD, was einer Einsparung von über 60 % zu den vorherigen Kosten entspricht.
Eine weitere Verbesserung erfuhr die Beleuchtung am 28. Juni 2007. Nach einer dreimonatigen Installationsphase wird seitdem der Turm mit 1330 leuchtstarken Leuchtdioden erhellt. Diese beleuchten bis 2:00 Uhr morgens wahlweise statisch oder animiert von der Innenseite des Turms die Fahrstuhlschächte, den Turmkorb und die Antenne. Die LED-Leuchteinheiten lassen sich einzeln und kabellos durch einen Computer regeln, dies bedeutet eine große Flexibilität in der Anwendung. Das Beleuchtungsschema und die Farben variieren je nach Jahreszeit und Anlässen. Beispielsweise erstrahlt der Turm an seinem Jahrestag am 26. Juni sowie am Canada Day stets in rot-weiß und am Pride Toronto Weekend im Juni in Regenbogenfarben. Am ersten Wintertag, dem 21. Dezember, wird er blau und weiß beleuchtet. In der Silvesternacht findet eine besondere Lichtshow statt. Während der Vogelzugsaison vom 22. September bis zum 30. Oktober bleibt die Spezialbeleuchtung ausgeschaltet und der Turm nur gedimmt angestrahlt, damit Zugvögel nicht irritiert werden. Zur Geburt des Prinzensohnes George of Cambridge am 22. Juli 2013 wurde der Turm mit royalem Blau angestrahlt.

### Sicherheitseinrichtungen
Der Turm verfügt über aktive und passive Sicherheits- und Brandbekämpfungseinrichtungen. Neben einer Videoüberwachung besitzt der Turm eine großflächige Sprinkleranlage, die an zwei Tanks mit je 68.250 Liter Wasser angeschlossen ist. Der Tank im oberen Stockwerk des Turmkorbs füllt sich bei Bedarf automatisch nach. Eine Feuerlöschleitung am Turmfuß kann bis zu 2730 Liter pro Minute an jede Stelle des Turms befördern. Als passive Maßnahme wurden neben einem generellen Rauchverbot gasbetriebene Haushaltsgeräte im Inneren des Turmes untersagt. Die Flexibilität und Standfestigkeit des Bauwerks ist für Erdbeben mit einer maximalen Stärke von 8,5 auf der Richterskala ausgelegt. Als Schutz vor Blitzeinschlägen sind mehrere Kupferdrähte als Blitzableiter in das Fundament integriert.

## Nationale und technische Relevanz und Nutzung

### Symbolcharakter

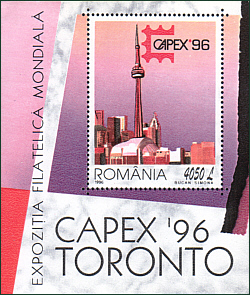
Rumänische Briefmarke mit dem CN Tower als Motiv

Bereits die beachtliche Höhe des CN Tower galt als Zeichen der Leistungsfähigkeit Kanadas. Seine ins angloamerikanische Maßsystem umgerechneten 1815 Fuß deuten auf ein spezielles Datum der Stadtgeschichte hin. Im Dezember 1814 wurde durch britische und amerikanische Diplomaten im belgischen Gent offiziell der Britisch-Amerikanische Krieg beendet, in dessen Verlauf die Stadt als Fort York zweimal erobert und geplündert wurde.
Nicht zuletzt durch die Allgegenwart des CN Tower im Torontoer Stadtbild erlangte er einen ähnlichen Kultstatus wie der Berliner Fernsehturm. Der hohe Wiedererkennungswert führte zu einem Wahrzeichencharakter weit über die Stadtgrenzen hinaus und hat den Turm zu einem Nationalsymbol ganz Kanadas gemacht. Das anfangs teilweise umstrittene Bauwerk verkörpert den Aufschwung der Stadt, die in den 1970er Jahren Montreal als größte Stadt des Landes überholte. Damit geht auch eine Nutzung des Turms als Logo oder Silhouette durch Firmen oder Institutionen einher.
Der CN Tower war mehrfach Motiv auf Münzen und Briefmarken. 1984 erschien zum 150-jährigen Stadtjubiläum Torontos eine Silberdollarmünze, auf der die Skyline, der CN Tower und ein Indianer als Kanute zu sehen sind. Zum 30-jährigen Bestehen des Fernsehturms erschien 2006 im Rahmen einer Serie mit Architekturschätzen eine 20-Dollar-Silbermünze mit einer Auflage von nur 15.000 Stück, die den Turm in einer speziellen Foto-Hologrammtechnik zeigt. Zur Internationalen Briefmarkenausstellung Capex brachte die Rumänische Post eine Blockausgabe heraus, auf der der Turm und umliegende Gebäude zu sehen sind. Zur Jahrtausendwende würdigte die Kanadische Post in einem Briefmarkensatz mit 68 Marken am 15. September 1999 den CN Tower auf einer 46-Cent-Briefmarke (Michel-Nr. 1823 bzw. Scott-Katalog #1831), eine motivgleiche Marke erschien am 17. März 2000 als Briefmarkenblock (Michel-Block-Nummer 49). Neben dem Turmkorb zeigt sie den Querschnitt des Turmfußes und den Glasboden.

### Medien
Toronto ist die Filmhauptstadt Kanadas; ihr Stadtbild dient oft als Kulisse für Spielfilme. Die vom CN Tower dominierte Skyline ist zum Beispiel in den internationalen Filmen The Sentinel – Wem kannst du trauen? und Resident Evil: Apocalypse zu sehen. Obwohl Police Academy 3 ein US-amerikanischer Film ist, wurde er teilweise in Toronto gedreht. Der Film soll in einer US-amerikanischen Großstadt spielen; man erkennt jedoch mehrfach die Skyline Torontos und den markanten Turm.
In der Actionkomödie Am Highpoint flippt die Meute aus von 1982 ist der Turm ein zentraler Handlungsort des Films. Im Showdown springt der Bösewicht des Films vom Dach des Turmkorbs. In dieser Szene wurde Christopher Plummer von Dar Robinson gedoubelt, der an einem Kabel gesichert vom Turm sprang. Der Stunt zu dem Film wurde bereits 1980 gedreht. Stuntman Robinson wiederholte den Sprung später noch für eine Fernsehshow, als er mit einem versteckten Fallschirm vom Turm sprang.

### Wissenschaftliche Nutzung

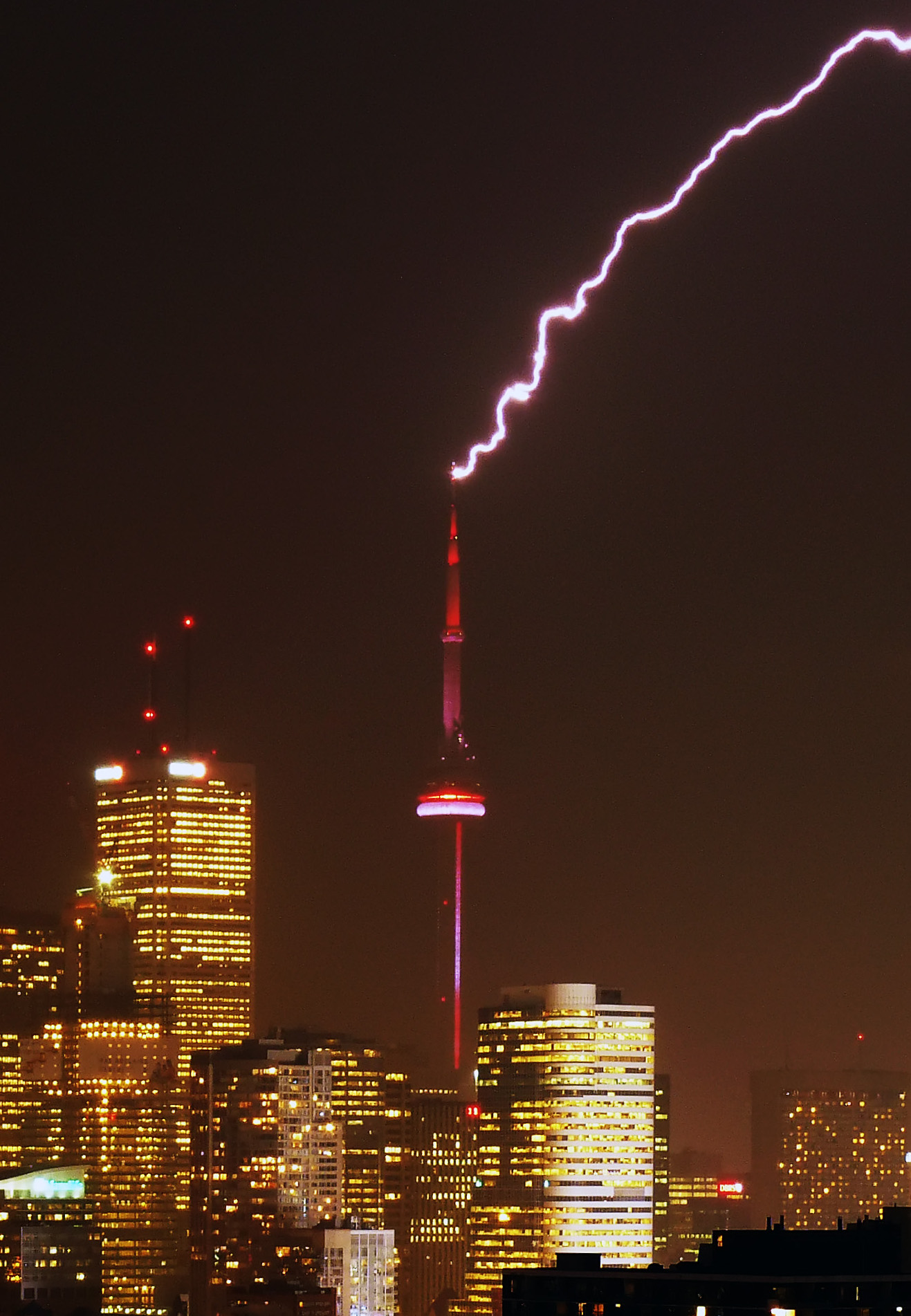
Blitzeinschlag auf den Blitzschutz im CN Tower

Sehr hohe Bauwerke werden bevorzugt zu geophysikalischen Beobachtungen und Analysen in der Gewitterforschung herangezogen. Der CN Tower dient seit 1978 mehreren Forschungsanstalten, darunter dem Smithsonian Astrophysical Observatory, für statistische Erhebungen zur Ausbreitung von Magnetfeldern bei Mehrfachentladungen durch Blitze. Wegen seiner extremen Höhe und Erdung lenkt das Bauwerk Blitze auf sich und wird im Jahr durchschnittlich 75 Mal vom Blitz getroffen. Mehrere Magnetspulen sind dafür als Messgerät an verschiedenen Stellen des Antennenmastes angebracht. Ein Aufzeichnungsgerät auf 403 Meter Höhe speichert diese Daten. Messungen in den 1990er Jahren ergaben, dass die durch die Blitzeinschläge entstandenen elektromagnetischen Wellen bis zu einer Reichweite von zwei Kilometern um den Turm messbar sind. Der Turm fungiert dabei wie ein nahezu verlustfreier Leiter.

### Zeitkapsel
In einer Wand unterhalb der Aussichtsplattform des CN Tower wurde zur Eröffnung am 1. Oktober 1976 eine Zeitkapsel (engl.: time capsule) eingeschlossen. Diese Kapsel enthält einen versiegelten Brief des ehemaligen kanadischen Premierministers Pierre Trudeau, ein Glückwunschschreiben des damaligen Premierministers von Ontario Bill Davis, Briefe von Schulkindern, Ausgaben der drei Tageszeitungen Toronto Star, Toronto Sun und The Globe and Mail, Scheine und Münzen verschiedener Nennwerte des kanadischen Geldes sowie ein Video über die Konstruktion des Turms. Es ist vorgesehen, die Kapsel genau 100 Jahre nach der offiziellen Einweihung des Turms am 1. Oktober 2076 zu öffnen.

### Rekorde

Größenvergleich hoher Fernsehtürme (der CN Tower ist der zweite von links)

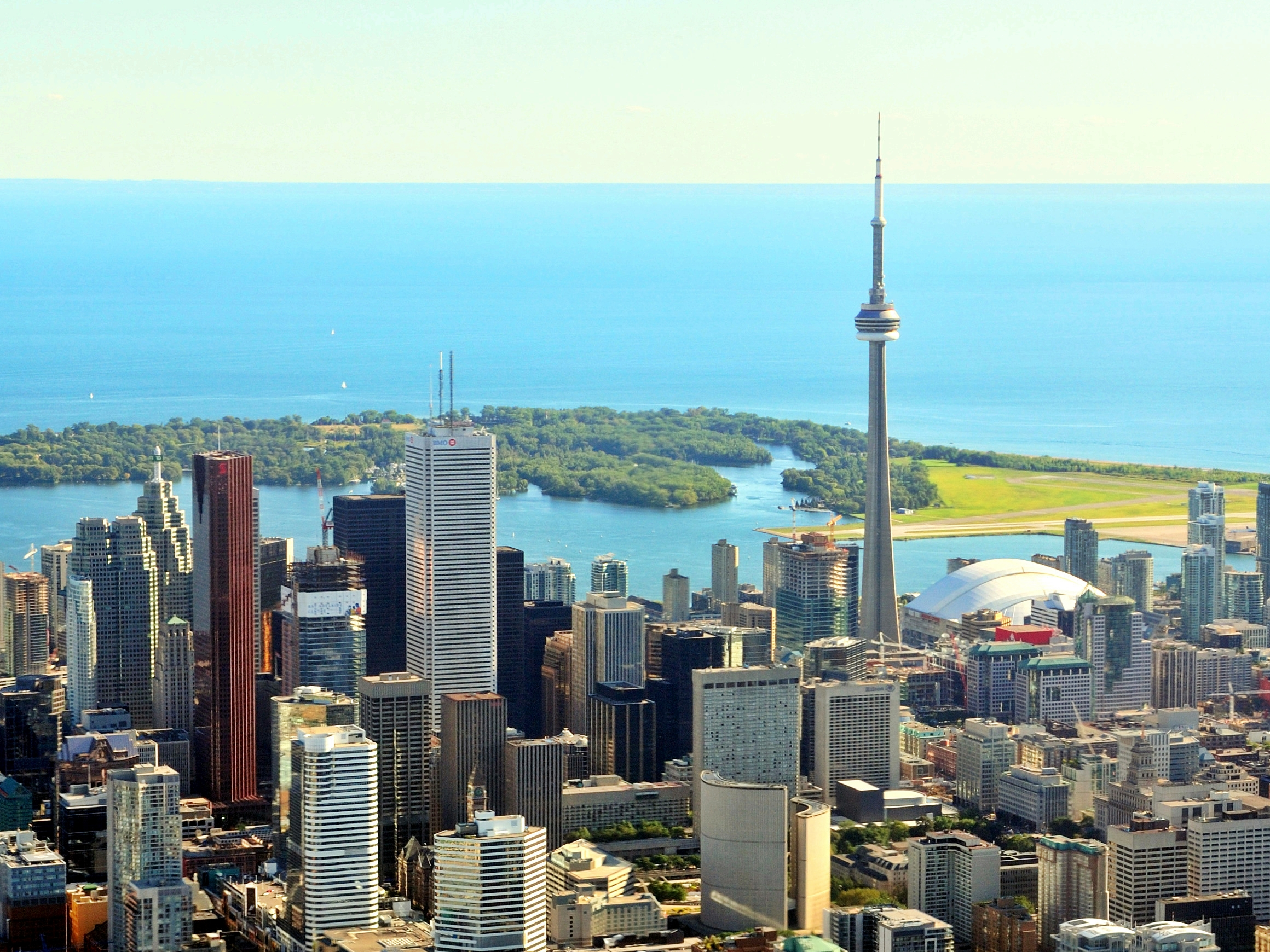
Wolkenkratzer in Downtown Toronto mit CN Tower, Blickrichtung zum Ontariosee

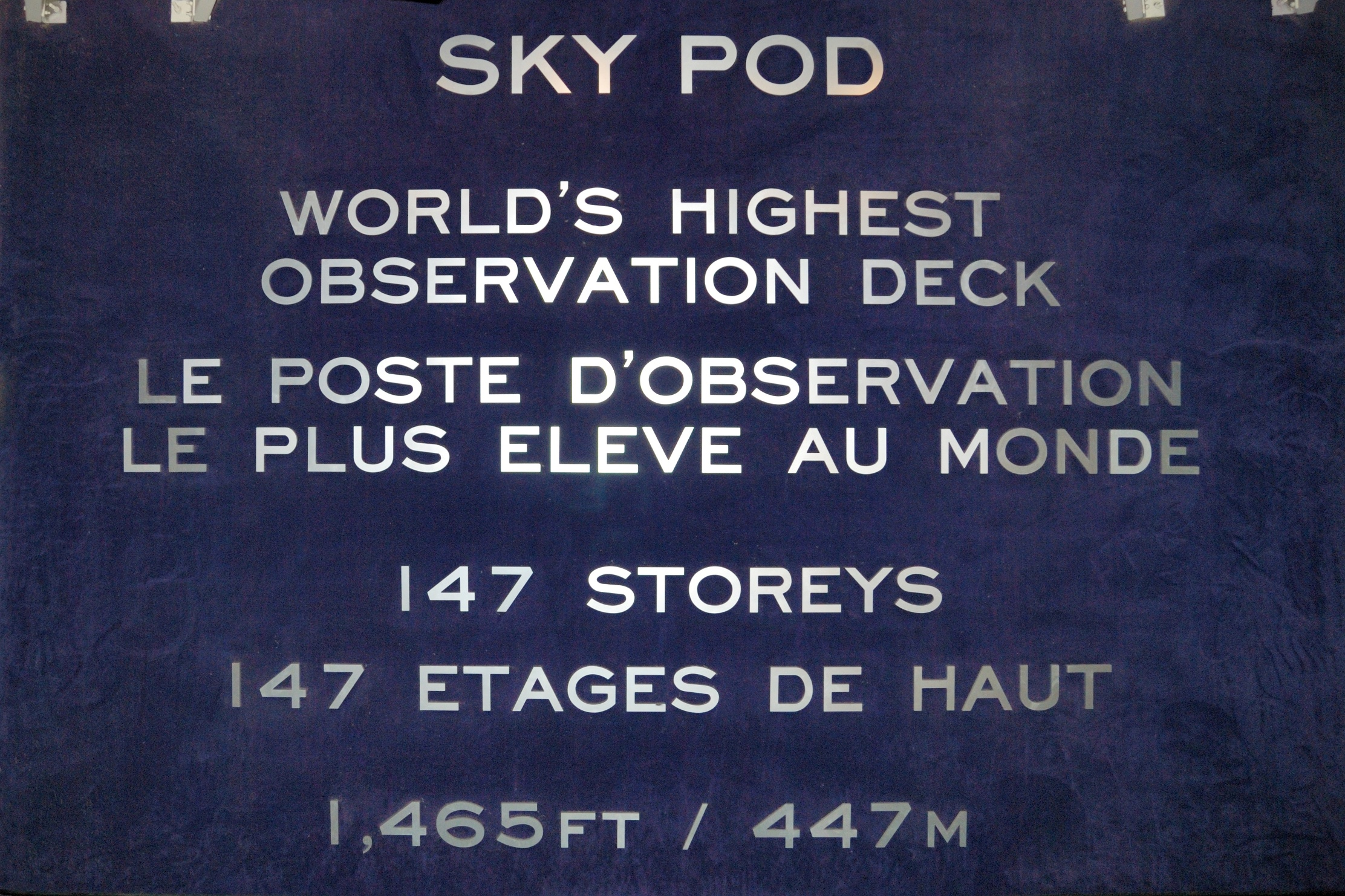
Der (nicht mehr aktuelle) Hinweis auf das höchste Aussichtsdeck der Welt

Seit dem 31. März 1975 war der CN Tower das höchste nicht abgespannte Bauwerk der Welt und überholte damit den Fernsehturm Ostankino in Moskau. Diesen Titel führte der Turm unter anderem nach den Definitionen des Guinness-Buches der Rekorde, der Gebäudeinformationsdatenbank von Emporis und dem Council on Tall Buildings and Urban Habitat. Danach werden Sendemasten wie der 629 Meter hohe KVLY-Mast oder Bohrplattformen nicht zum Vergleich herangezogen. Bei Wolkenkratzern wird die strukturelle Höhe von der Ebene des Haupteingangs bis zum höchsten architektonischen Element gemessen. Aufgesetzte Antennen bei Wolkenkratzern, wie beispielsweise beim Willis Tower in Chicago, werden nicht berücksichtigt. Da ein Fernsehturm für solche Vergleichszwecke nicht als Gebäude, sondern lediglich als (freistehendes) Bauwerk anerkannt wird, werden Antennenhöhen berücksichtigt (so werden beim Begriff Bauwerk auch bei Wolkenkratzern die Antennenhöhen gewertet). Rechnet man die Antennen bei Wolkenkratzern also hinzu, so gab es bis 2007 kein Hochhaus, das höher als der CN Tower war. Erst nach 30 Jahren, am 11. September 2007, mit dem Bau des Burj Khalifa, dessen endgültige Höhe bei 828 Metern liegt, verlor der CN Tower den Rang des höchsten Bauwerks der Erde – ohne Sendemasten zu rechnen, wie der KVLY-Mast in den USA mit 629 Metern. Er blieb bis zum Richtfest des Canton Tower mit 600 Meter (zu Anfangs 610 Meter, wurde 2010 auf 600 Meter reduziert) in der Volksrepublik China am 5. Mai 2009 allerdings noch der höchste Fernsehturm. Nach wie vor bleibt er das höchste nicht abgespannte Bauwerk auf dem amerikanischen Doppelkontinent.
Mit dem Sky Pod auf 447 Meter Höhe hielt der CN Tower auch den Rekord für das höchste Aussichtsdeck der Welt. Seitdem im Jahr 2008 im Shanghai World Financial Center eine öffentlich zugängliche Plattform auf 474 Meter eröffnet wurde, ist dieser Titel ebenfalls verloren. Laut Guinness-Buch hält der Turm noch den Titel des höchstgelegenen Weinkellers, der sich zusammen mit dem Drehrestaurant auf 351 Meter befindet. Die als Rettungsweg konzipierte Metalltreppe im Inneren des Schaftes gilt mit ihren 2579 Stufen als längste der Welt innerhalb eines Gebäudes.
Die Rekorde des Turms spornten immer wieder Menschen zu Rekordleistungen an, die teilweise waghalsige Sprung- und Kletteraktionen waren, teilweise auch unter sportliche „Spaßrekorde“ fallen.
- 1979 wurde ein Piano in 7,5 Stunden über das Treppenhaus zur Aussichtskanzel getragen.
- 1980 stellte Donn Reynolds einen Rekord im Dauerjodeln auf. Er jodelte 7 Stunden und 29 Minuten vom Dach des Turmkorbs.
- 1981 stellte Robert Jezequel einen Rekord im Treppensteigen innerhalb eines Tages auf. Er bestieg insgesamt 17 mal den Turm über das Treppenhaus.
- 1984 stürzte sich der Stuntman Roger Brown in 1 Stunde 51 Minuten die 1760 Treppenstufen zwischen dem Turmkorb und dem Turmfuß hinunter.
- 1999 erzielte Ashrita Furman einen Rekord im Treppensteigen mit einem Springstock. Er hüpfte insgesamt 1899 Stufen des Treppenhauses in 57 Minuten und 15 Sekunden hinauf.
- 2002 überwand der Paralympicsportler Jeff Adams die 1776 Stufen des Treppenhauses mit einem Rollstuhl.
- Vom 17. bis 22. August 2007 wurde vor dem CN Tower mit 29,03 Metern Höhe der höchste Legoturm der Welt errichtet.[50][51]

## Rezeption in der Kunst
Der kanadische Maler Greg Curnoe (1936–1992) malte und zeichnete vom CN Tower eine Serie von Bildern. Als Zeitgenosse der Bauarbeiten konnte er seinen Baufortschritt mit einer Mischung aus Stolz und Aufregung verfolgen. Seine Faszination drückte er wie folgt aus:

“I liked it from the outset. […] The fact that it was the tallest building in the world was really impressive and it was only two hours away. I liked that a lot and I liked taking the train and looking at it from the train”

„Ich mochte ihn von Anfang an. […] Die Tatsache, dass er das höchste Bauwerk der Welt war, war wirklich beeindruckend und er war nur zwei Stunden weg. Ich mochte das so sehr und ich mochte den Zug nehmen und ihn mir von Zug aus ansehen.“

Curnoe nimmt Anleihen an den Bau des Eiffelturms und die gleichnamige Bilderserie des französischen Malers Robert Delaunay. Nachdem er 1976 Kanada auf der Biennale in Venedig repräsentierte besuchte er den Eiffelturm und sah sich eine Delaunay-Retrospektive an. So schuf er in den 1970er und 1980er Jahren mehrere Zeichnungen und Aquarelle und adaptierte Delaunays Bilderserie des Eiffelturms auf den CN Tower. Diesen stellte er ähnlich wie Delaunay beispielsweise auch durch Wolken durchscheinend dar oder singulär dominant dar.
Das Cover zu Drakes 2016 erschienenem vierten Studioalbum Views zeigt eine Fotomontage des Rappers auf dem Rand des Turmkorbes sitzend.
2025 veröffentlichten Drake und PartyNextDoor den Song CN Tower, der die wechselnde Farbbeleuchtung des Turms als Metapher für die sich ändernden Gefühle und Spannungen in einer Beziehung nutzt.

## Frequenzen und Programme

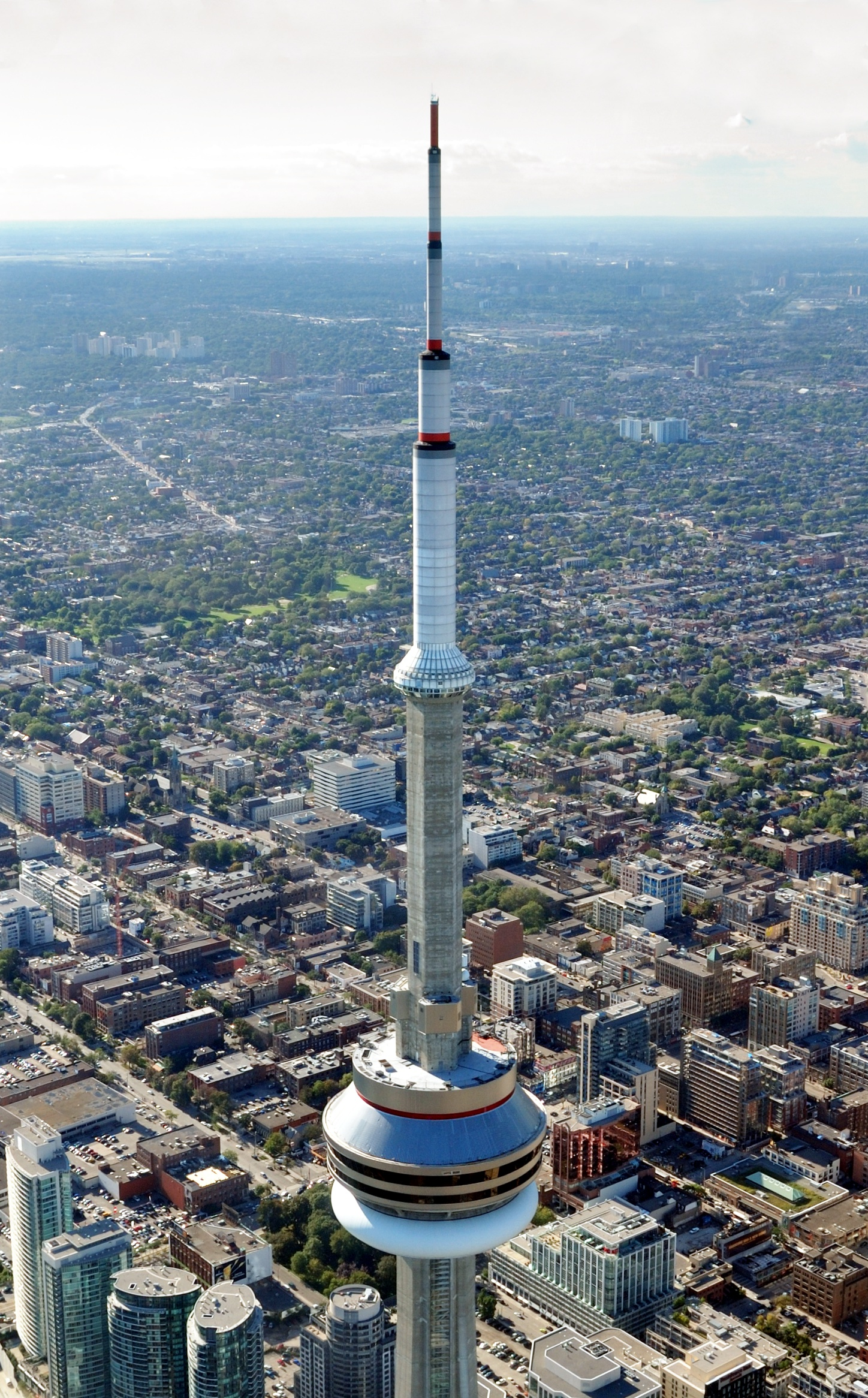
Turmkorb und Antenne

Der CN Tower dient mit seinen Einrichtungen für Kommunikationsübertragung einer Vielzahl von unterschiedlichen Medien und Betreibern. Die ersten Signale sendete der Turm bereits vor der offiziellen Eröffnung, am 1. Mai 1976. Es handelte sich dabei um die beiden Fernsehsender CFTO-TV und CBC-TV. Die Sender für TV-Programme befinden sich im oberen Teil der Stahlantenne.

### Abstrahlung von Fernsehsendern
| Kürzel  | Analoger Kanal | Digitaler Kanal | Zugehörigkeit             | Markenname     |
| ------- | -------------- | --------------- | ------------------------- | -------------- |
| CBLT    | 5              | 20              | CBC                       | CBC Television |
| CFTO-TV | 9              | 40              | CTV                       | CTV Toronto    |
| CICA    | 19             | 51              | TVOntario                 | TVOntario      |
| CBLFT   | 25             | 24              | Radio-Canada              | Radio-Canada   |
| CIII-TV | 41             | 65              | Global Television Network | Global         |
| CFMT-TV | 47             | 64              | Rogers Communications     | Omni.1         |
| CKXT-TV | 52             | 66              | Independent               | Sun TV         |
| CITY-TV | 57             | 53              | Citytv                    | Citytv         |

### Abstrahlung von Radioprogrammen
Der CN Tower strahlt keine amplitudenmodulierten Radioprogramme (AM) ab, sondern ausschließlich frequenzmodulierte (FM). Die Sender befinden sich auf 421 Meter Höhe zwischen dem Turmkorb und dem Sky Pod.

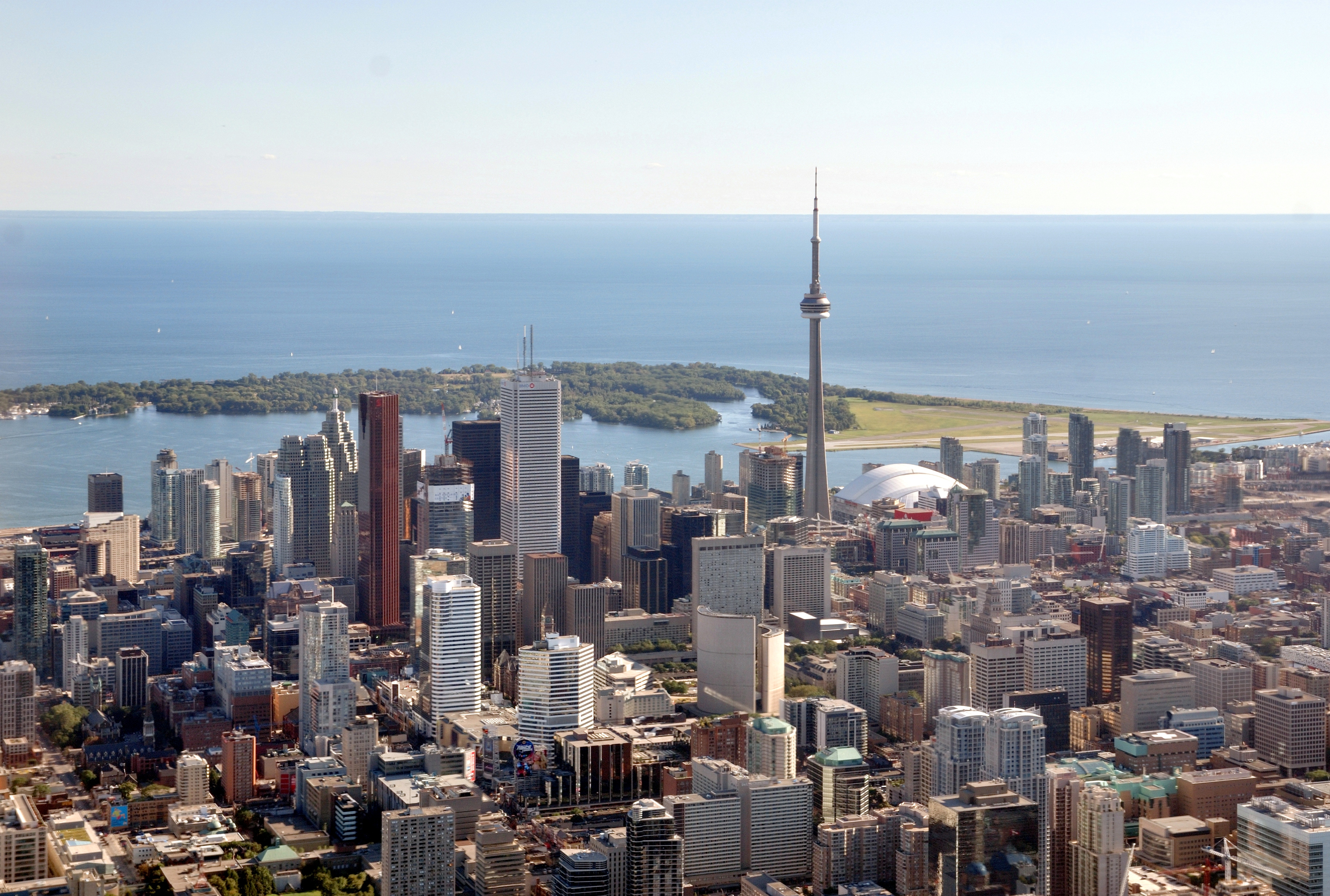
Luftbild von Downtown Toronto mit CN Tower (2008)

| Kürzel    | Frequenz  | ERP                          | Markenname         | Bemerkung                                                                               |
| --------- | --------- | ---------------------------- | ------------------ | --------------------------------------------------------------------------------------- |
| Master FM | Master FM | Master FM                    | Master FM          | Zusammenschluss von Rundfunkunternehmen in Toronto für Digital Audio Broadcasting (DAB) |
| CJRT      | 091,1 MHz | 40 kW                        | JAZZ.FM91          |                                                                                         |
| CJAQ      | 092,5 MHz | 40 kW                        | 92.5 Jack FM       |                                                                                         |
| CBL       | 094,1 MHz | 38 kW                        | CBC Radio 2        |                                                                                         |
| CFMZ      | 096,3 MHz | 38 kW                        | Classical 96       |                                                                                         |
| CHBM      | 097,3 MHz | 28 kW                        | Boom 97.3          |                                                                                         |
| CHFI      | 098,1 MHz | 44 kW                        | 98.1 CHFI          |                                                                                         |
| CFMX      | 099,9 MHz | 40 kW                        | 99.9 Mix FM        |                                                                                         |
| CHIN      | 100,7 MHz | 4 kW                         | CHIN Radio         | Hauptsächlich in italienischer und portugiesischer Sprache                              |
| CFNY      | 102,1 MHz | 35 kW derzeitig (100 kW ERP) | 102.1 the Edge     |                                                                                         |
| CHUM      | 104,5 MHz | 40 kW                        | CHUM-FM            |                                                                                         |
| CILQ      | 107,1 MHz | 40 kW                        | Classic Rock Q 107 |                                                                                         |

### Dienste für Mobilfunkbetreiber
- Bell Mobility
- Rogers Wireless
- Motorola

### Kommunikation
- Bell Canada
- Toronto Transit Commission
- Amateurradio Repeaters 2-Tango (VHF) und 4-Tango (440/70 cm UHF), Eigentum und Betreiber von Toronto FM Communications Society unter dem Amateurfunkrufzeichen VE3TWR[59]